# いすゞ・ガーラ

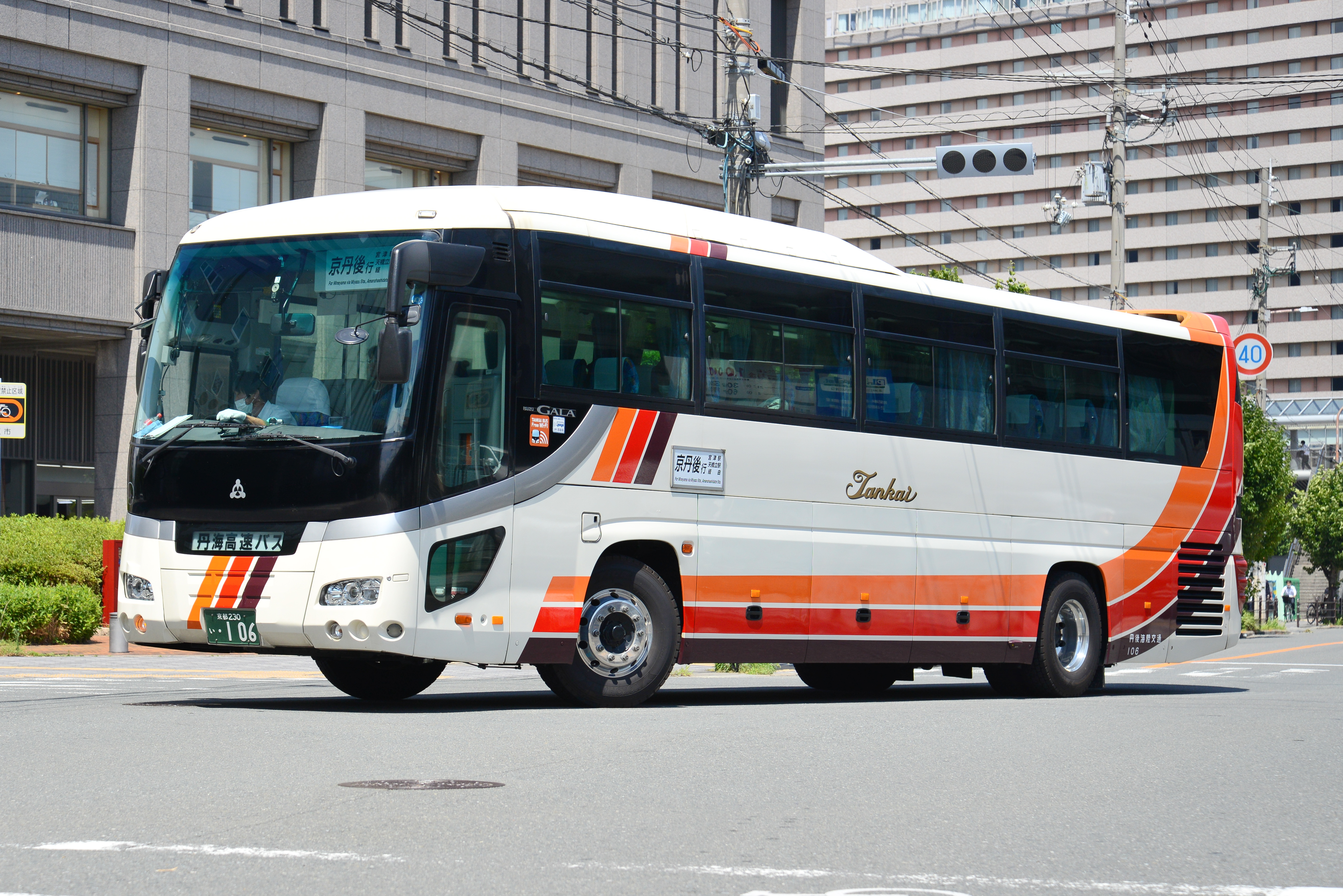
丹後海陸交通 PKG-RU1ESAJ 丹海106

ガーラ（GALA）は、ジェイ・バス（当初はいすゞバス製造）が製造し、いすゞ自動車が販売している観光・高速路線用大型バス車両である。
1996年（平成8年）12月、スーパークルーザーの後継車として発売。車名の「gala」は英語・フランス語で「祭・陽気な」という意味で、明るく楽しい旅を期待させてくれるバスをイメージして命名された。
その後、いすゞ自動車と日野自動車のバス製造事業が統合されたことに伴い、2005年8月22日に日野・セレガとの統合モデルとしてフルモデルチェンジした。統合モデルとなってからは両車の見た目の変化は少ない。

## 初代（LV系）

### KC-LV780/781/782系
1996年12月 にスーパークルーザーをフルモデルチェンジして登場。「祭」を意味する車名にちなみ、新発売時のテレビCMでは打ち上げ花火とともにバスが現れる演出がなされていた。キャッチフレーズは「Let's begin! GALA ガーラから、始めよう。」。
純正ボディはいすゞバス製造製。エンジンはスーパークルーザーから継承された、V10の10PE1-H型(380PS)と10PE1-N型(325PS)に加え、新たにV12の12PE1-S型(450PS)と12PE1-C型(420PS)を12m車に搭載、更にV8の8PE1-S型(285ps)搭載9m車もLV7系に改め、いすゞP系エンジンフルラインナップでバス搭載を果たす。
型式は、V10の10PE1型エンジンモデルがKC-LV781R1又はKC-LV781N1、V12の12PE1型エンジン搭載モデルがKC-LV782R1、V8の8PE1型エンジン搭載モデルがKC-LV780H1となる。

9m級については、ガーラ以前のモデルからクラス唯一のV8エンジンとなっており、駆動系は路線車のキュービックLVのV8搭載車とも共通で、変速機はOD5速であった。
1997年12月には、日本の観光バスでは初めてエアバッグを標準装備した。
ラインナップは、全長12m級が3種類。

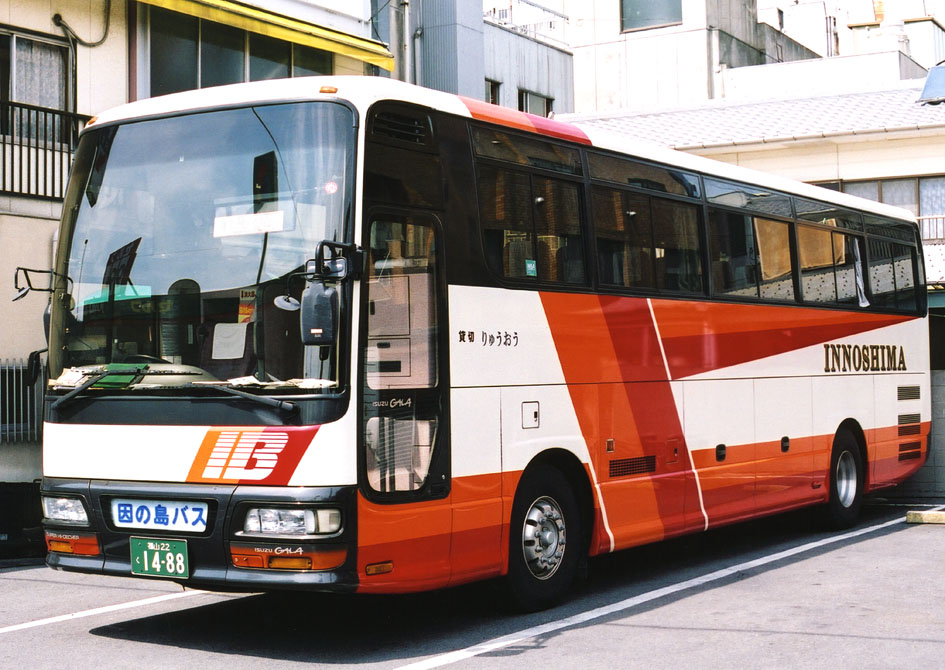
ガーラI・HD（ハイデッカー:全高3.3m）ホイールベースは6150mm(-R*)と5450mm(-N*)の2種類
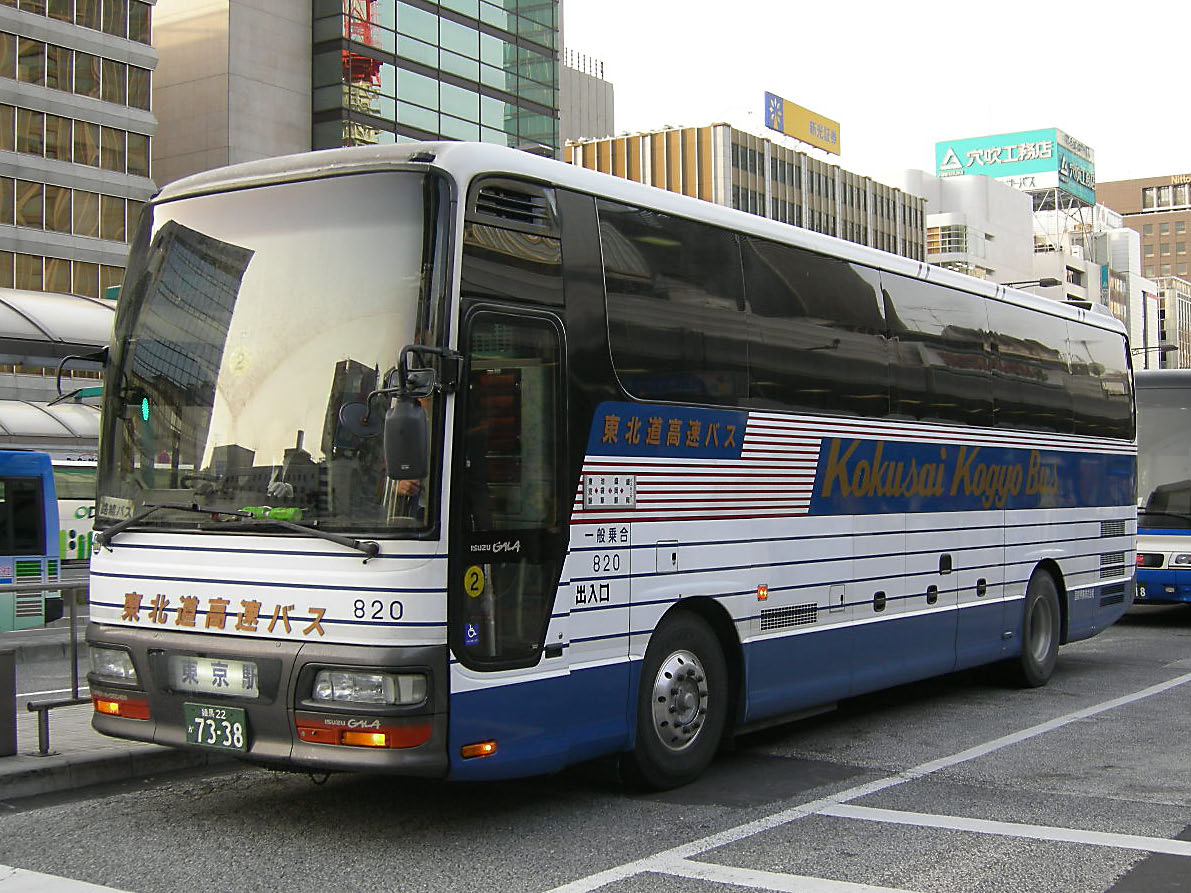
ガーラII・SHD（夜行高速バス仕様） KC-LV782R1 国際興業
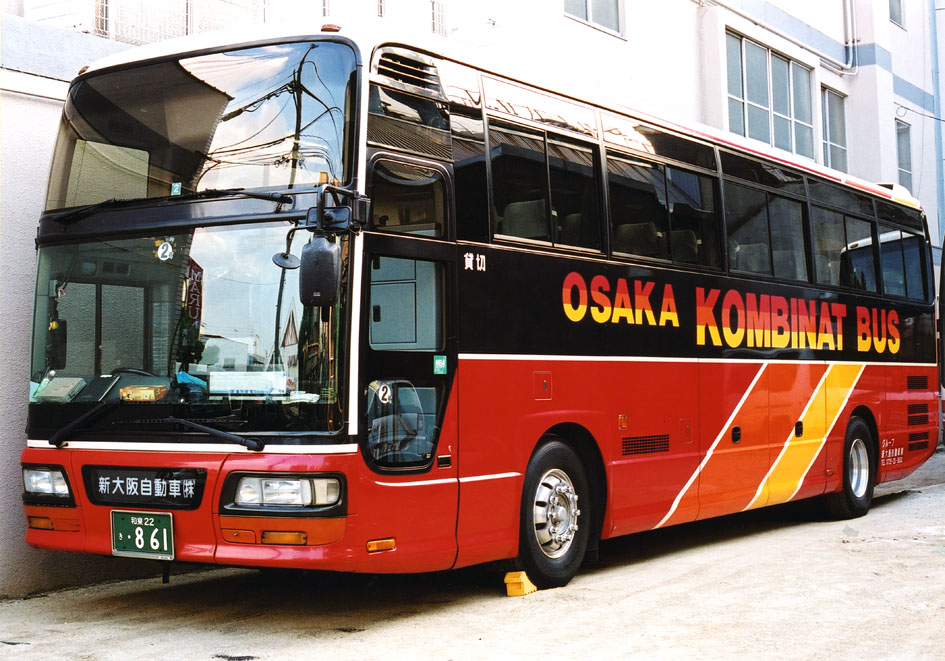
ガーラIII・GHD KC-LV782R1 新大阪自動車

- ガーラII・SHD（スーパーハイデッカー:全高3.6m）
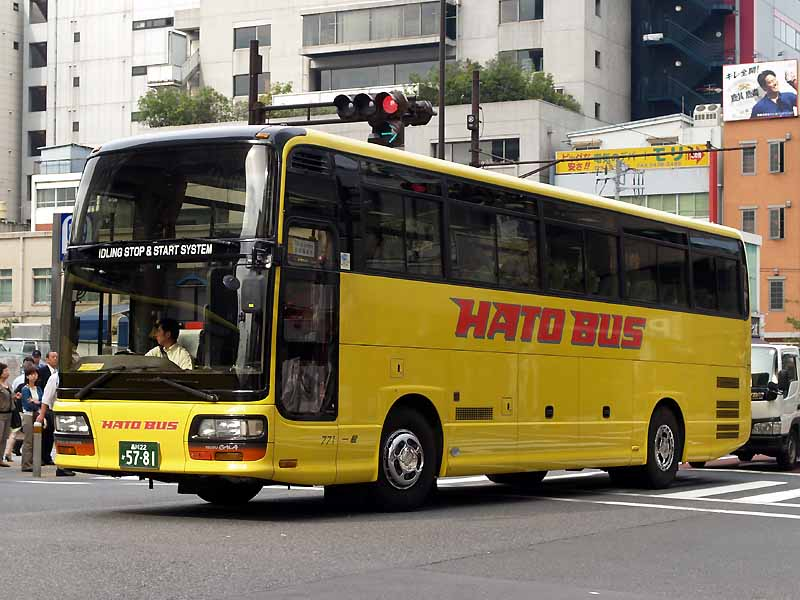
ガーラIII・GHD（グレースハイデッカー:全高3.6m・2階建て風低運転席）

9m級が1種類。
- ガーラIV・HD-9（ハイデッカーナイン:全高3.3m）

ガーラI・HD

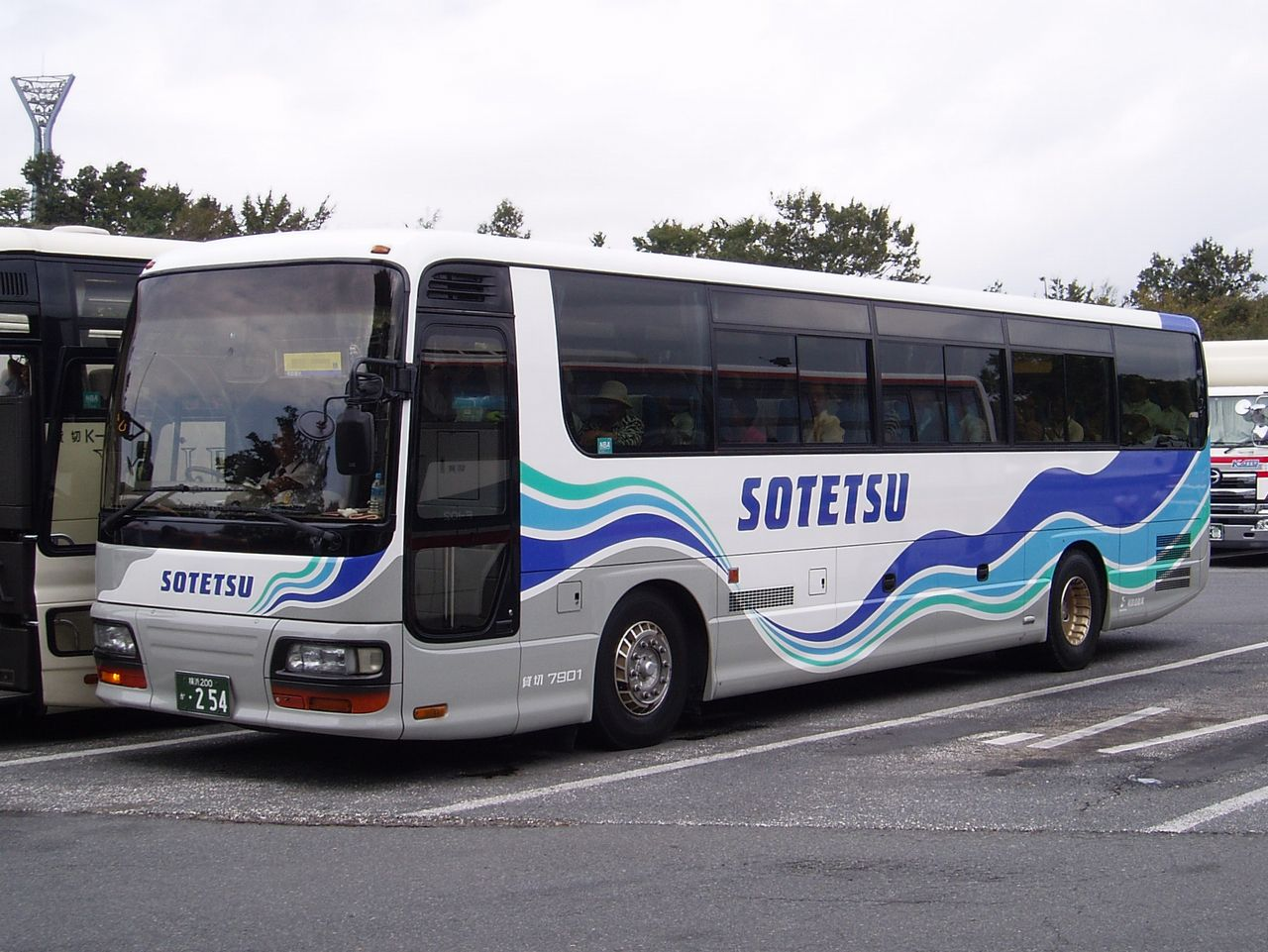
ガーラI・HD KC-LV781R1 相鉄自動車
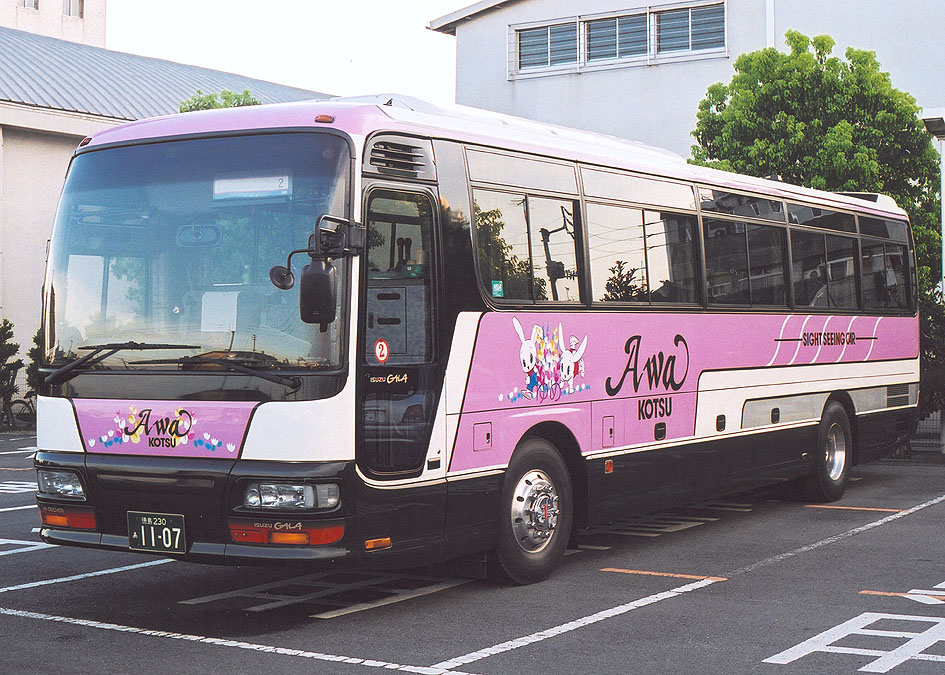
ガーラI・HD KC-LV782R1 阿波交通
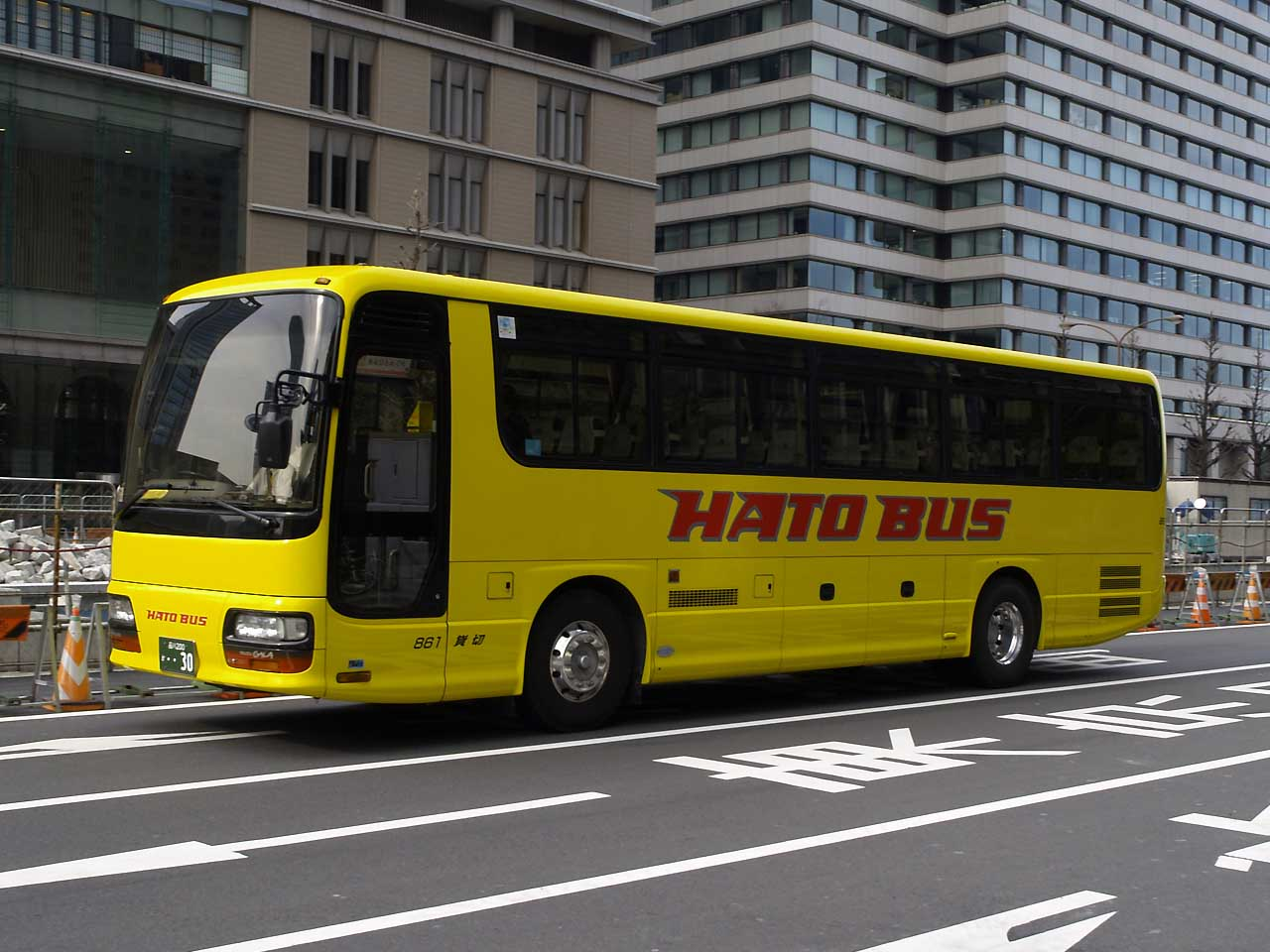
ガーラI・HD-11m車 KC-LV781N1 はとバス
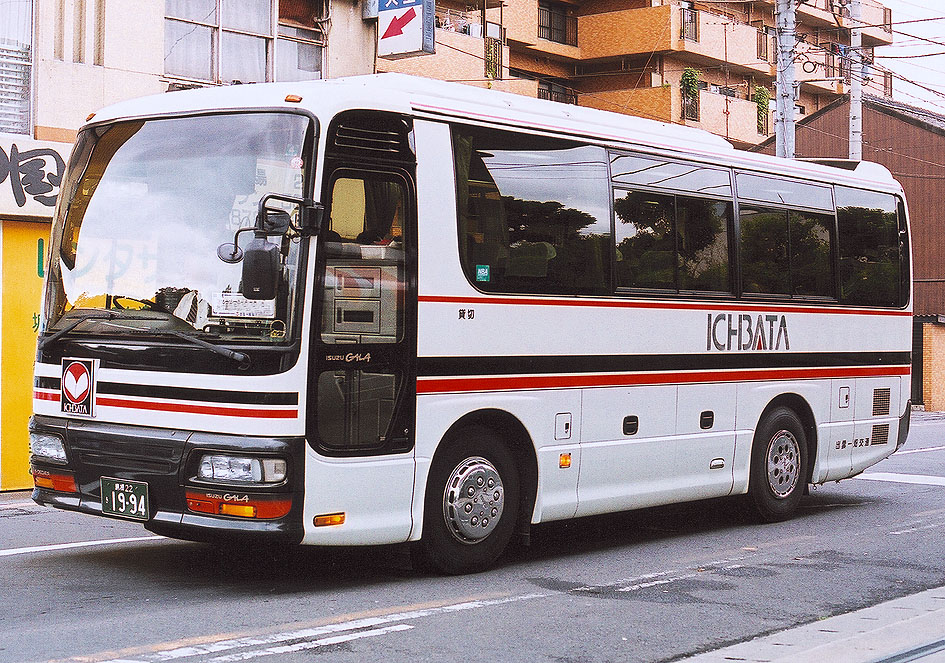
ガーラIV・HD-9 KC-LV780H1 出雲一畑交通

ガーラII・SHD/ガーラIII・GHD
- ガーラII・SHD
KC-LV782R1
因の島運輸
- ガーラII・SHD（夜行高速バス仕様）
KC-LV782R1
国際興業
- ガーラIII・GHD
KC-LV782R1
新大阪自動車
- ガーラIII・GHD
KC-LV782R1
はとバス

### KL-LV774/780/781系
2000年に平成11年排出ガス規制に合わせてマイナーチェンジが行われ、通称ガーラ2000と呼ばれるモデルになる。外観上の変更点はヘッドランプベゼルの色がグレーメタリックになったことと、後部のテールランプがリアウインドウの下から、バンパー内に移ったことである。これは平成8年の規則改定で制動灯照明部の上辺高さが地上から2.1m以下に規定されたことによる。多くの車両はリアウインドウの下にもテールランプが残るが、これはオリジナルデザインを配慮したものであり、補助制動灯や補助方向指示器の扱いとなる。
エンジンは12PE1(22801cc)から新V8・8TD1型(24312cc)に換装、8TD1-S型(480PS)と8TD1-C型(450PS)、8TD1-N型(410PS)と10PE1-S型(19001cc・360PS)という展開になる。8TD1-S型の480馬力(353.28 kW)は国産観光バスとしては最高のエンジン出力である。V8エンジン搭載モデルが高馬力/標準馬力仕様となり、V10エンジン搭載モデルが低馬力仕様となる。
型式は新V8の8TD1型エンジン搭載モデルがKL-LV774R2となり、V10の10PE1型エンジンモデルがKL-LV781R2で、8PE1型エンジン9m車がKL-LV780H2となる。なお今回から、ガーラGHDは高出力の8TD1型エンジンのみの設定となっており、低馬力仕様のV10搭載車は設定されていない。
ガーラ2000HD/HD-9

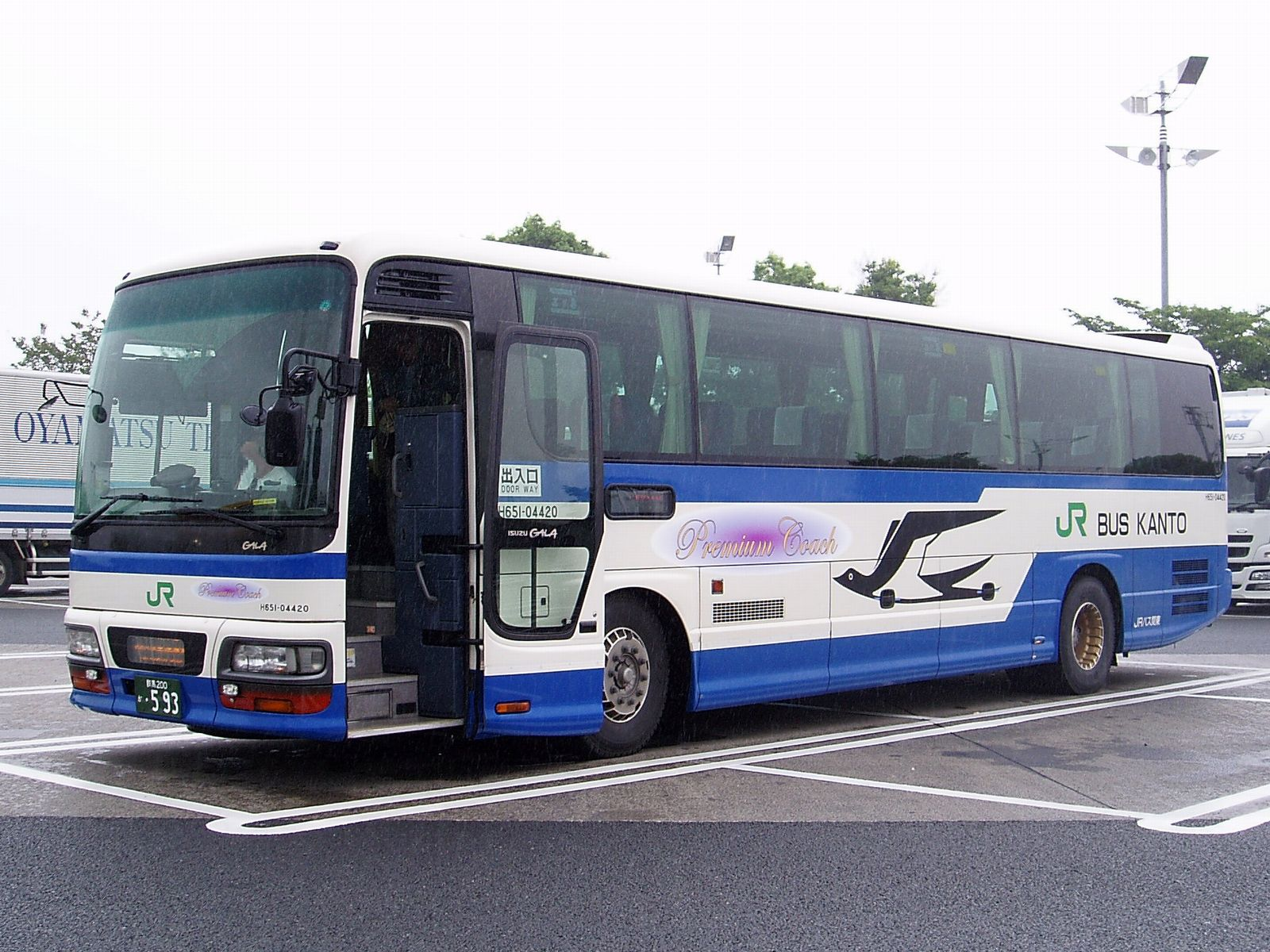
ガーラHD KL-LV774R2 ジェイアールバス関東
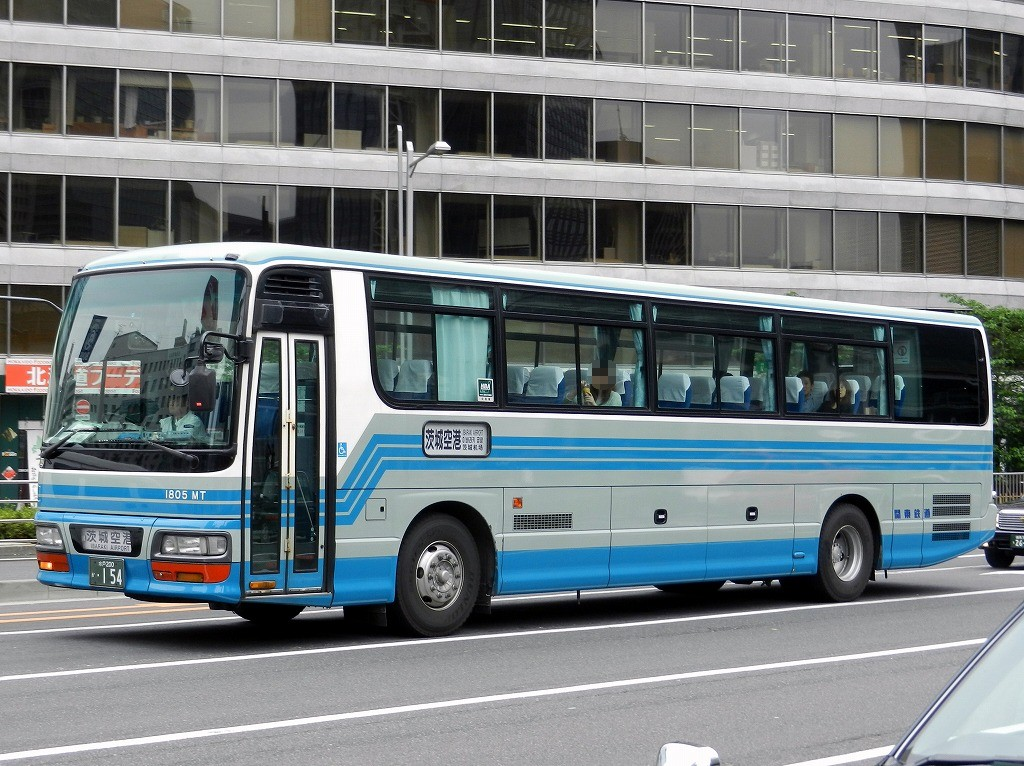
ガーラHD（折戸） KL-LV781R2 関東鉄道
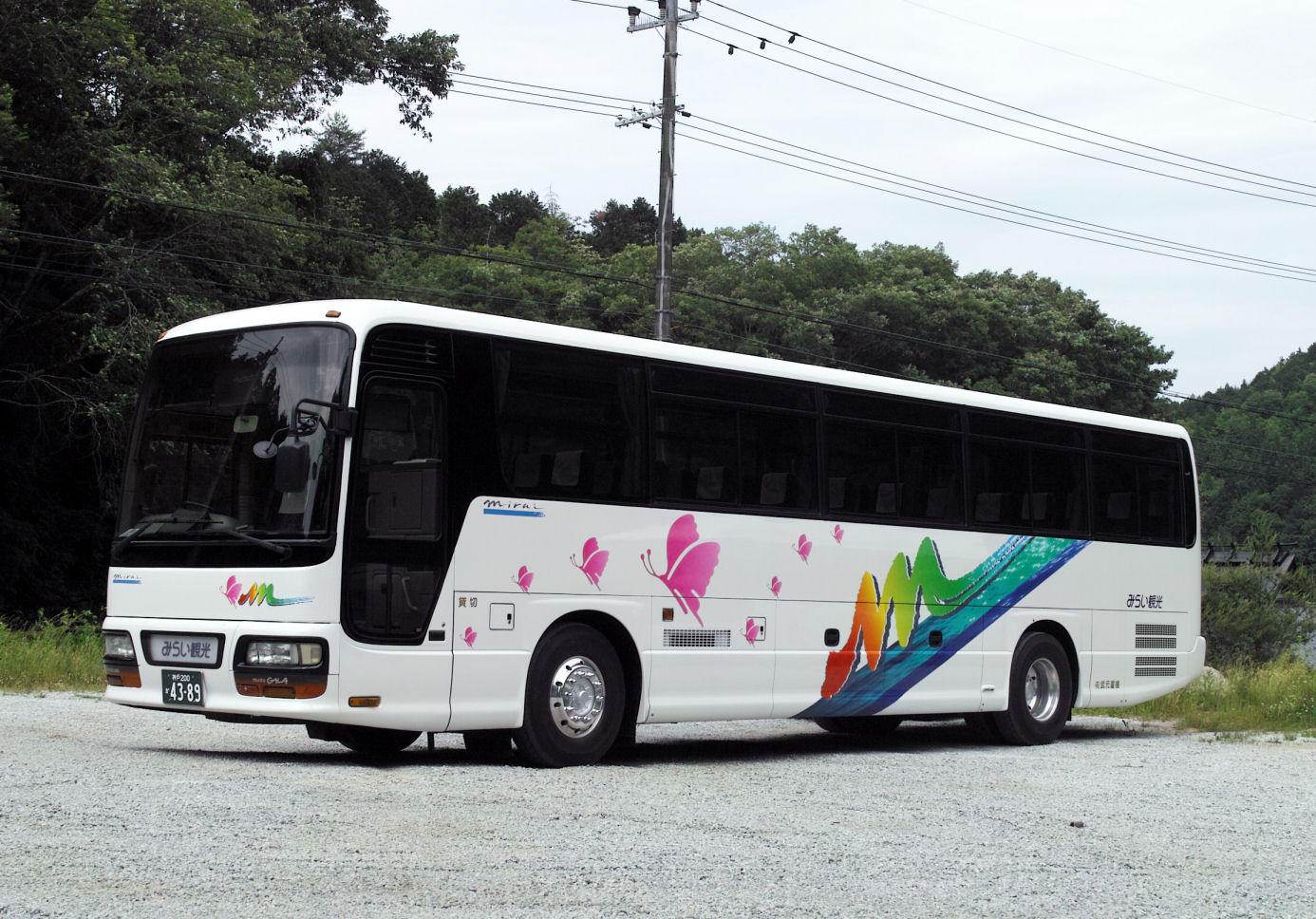
ガーラHD（貸切仕様） KL-LV781R2 武元重機
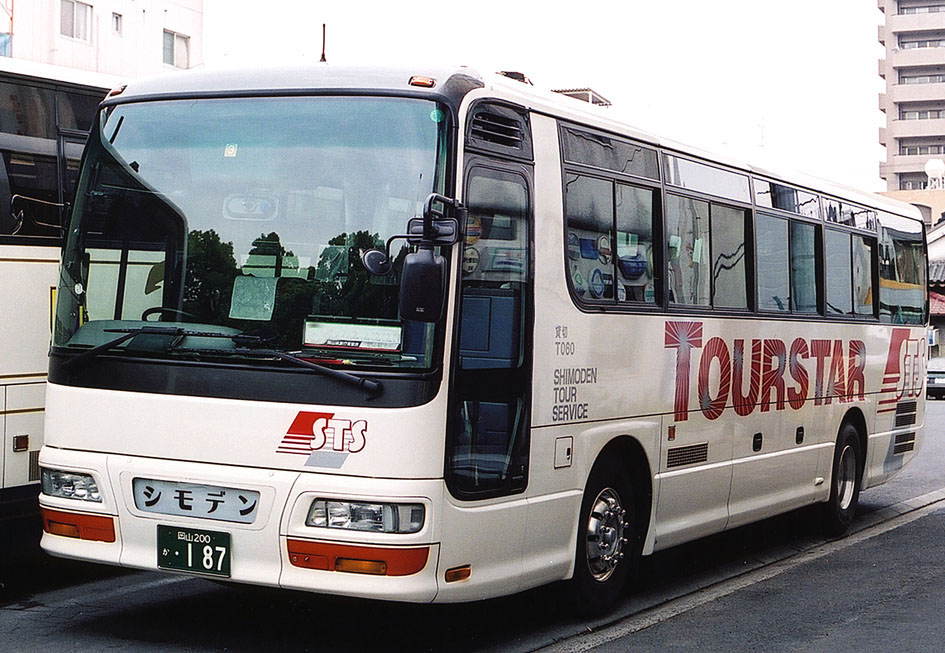
ガーラHD-11m車 KL-LV781N2 シモデンツアーサービス
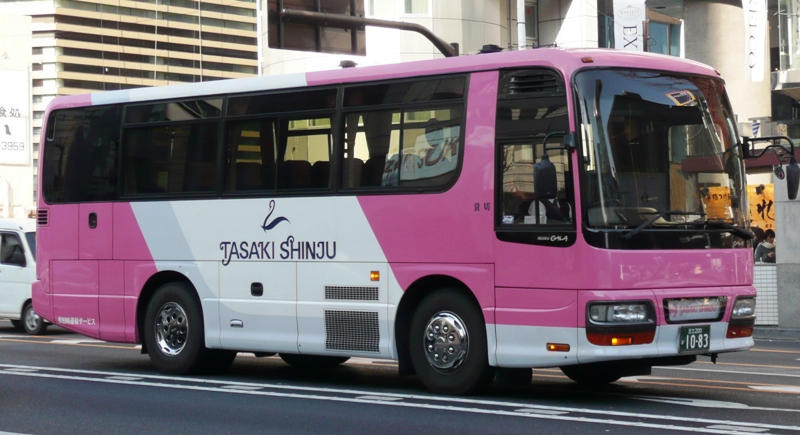
ガーラHD-9 KL-LV780H2 田崎運輸サービス

ガーラ2000SHD/GHD

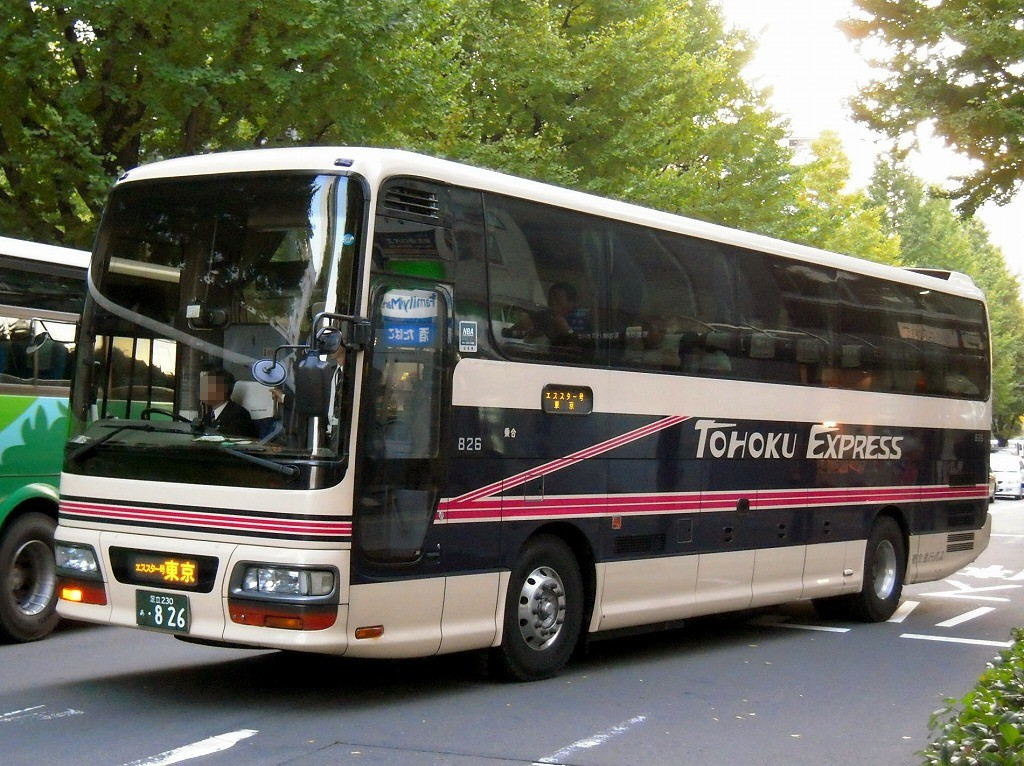
ガーラSHD 夜間高速 KL-LV774R2 東北急行バス
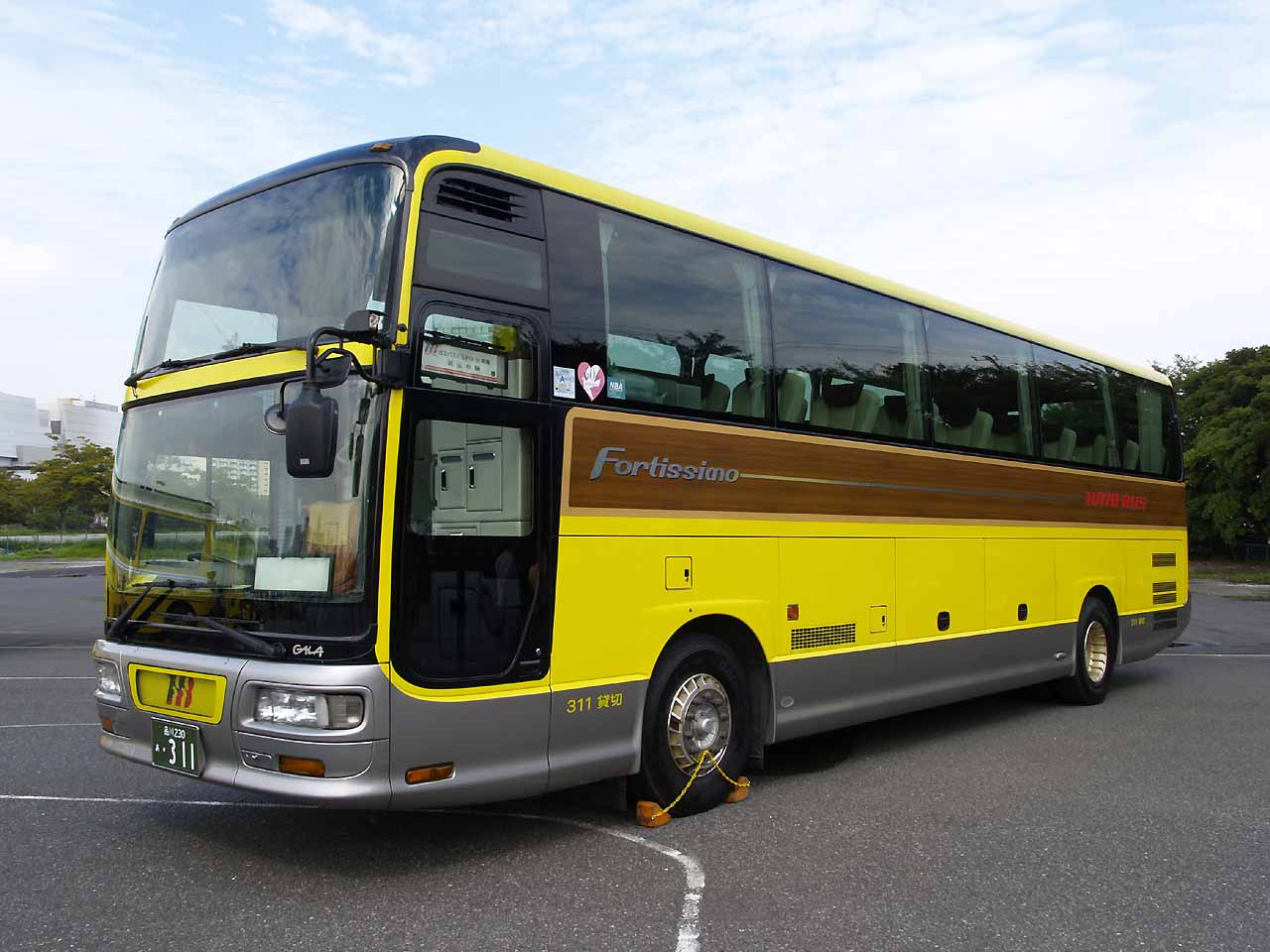
ガーラGHD KL-LV774R2 はとバス
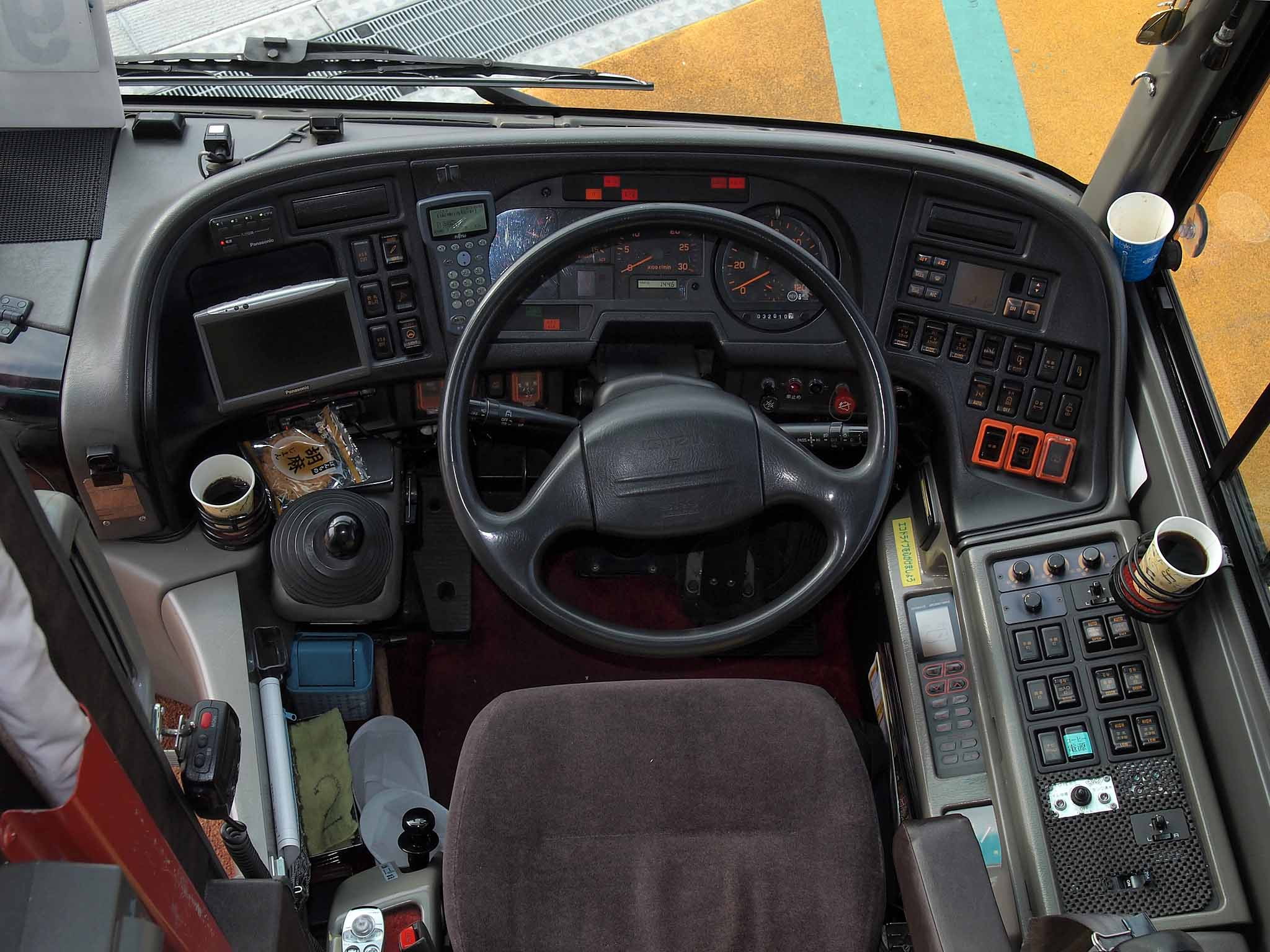
運転席

2004年にいすゞと日野のバス製造事業統合により、いすゞバス製造はジェイ・バスへ移行したが、LV7系はそのまま旧いすゞバス製造の工場（ジェイ・バス宇都宮事業所）で2005年8月の生産終了まで製造された。

### 純正以外のボディ
上記のいすゞバス製造製純正ボディの他にも、同型シャーシに純正以外のボディを架装したモデルがあり、純正以外のボディではエアバッグは装備されなかった。
KC-規制車、KL-規制車では指定メーカーのいすゞバス製造の車体を架装する例が多いものの、2003年3月までの製造車には富士重工業 の架装例も見られる。この場合、KC-車には17型MまたはS2（ヤサカ観光バスおよび東都観光バスでは1998年まで15型HD2）、KL-車には21型MまたはS（東都観光には17型M）が架装された。
2005年8月の生産終了までは西日本車体工業の架装例があり、92MC・C型などが架装され、西日本を中心に多く見られる。西鉄グループをはじめ、大分交通やJR九州バス（貸切車）、南国交通（エアポートシャトル）に採用された。ただし1998年まではスーパークルーザーのシャーシが架装されていた。

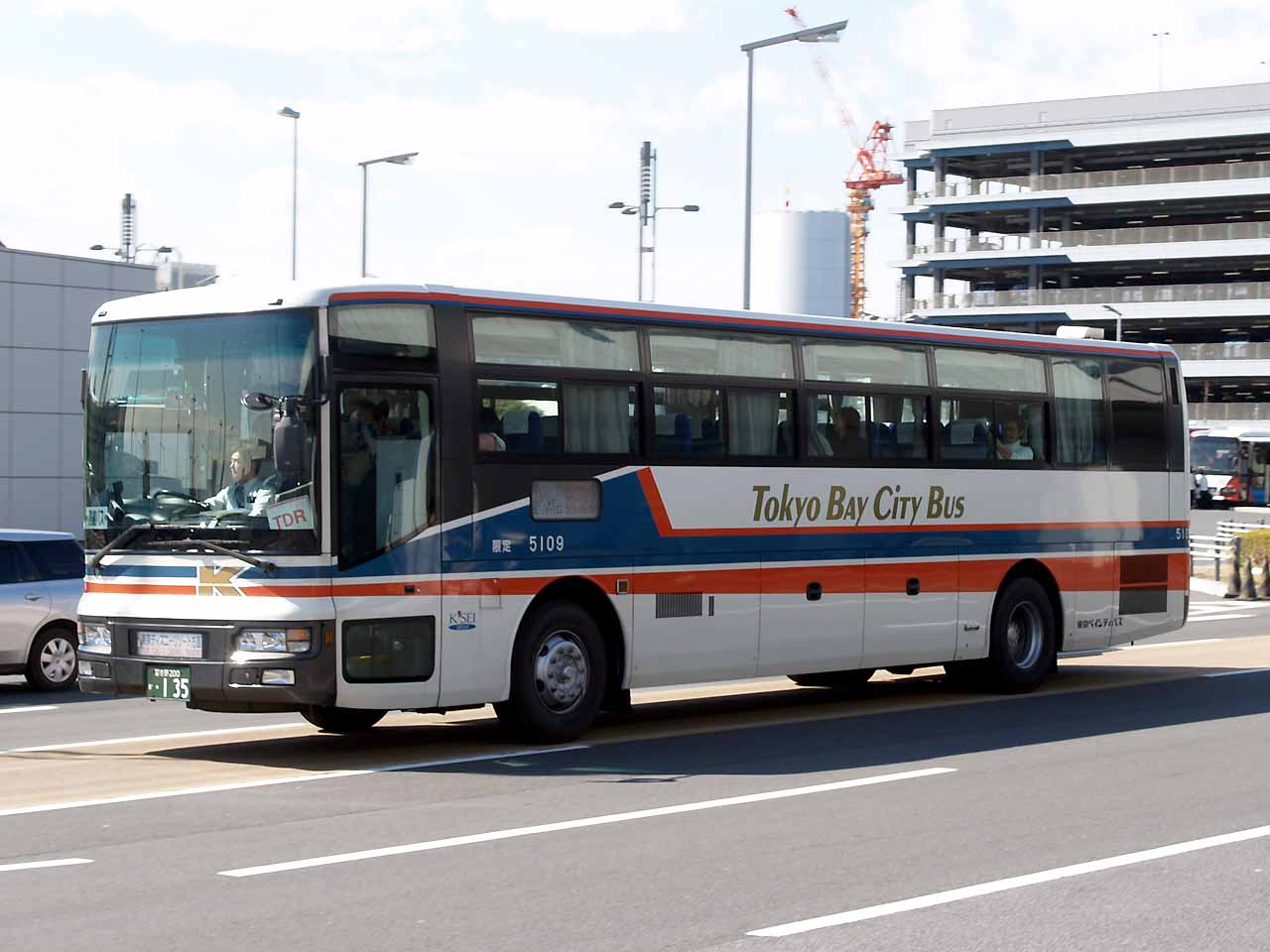
富士重工業製1M KL-LV781R2 東京ベイシティ交通
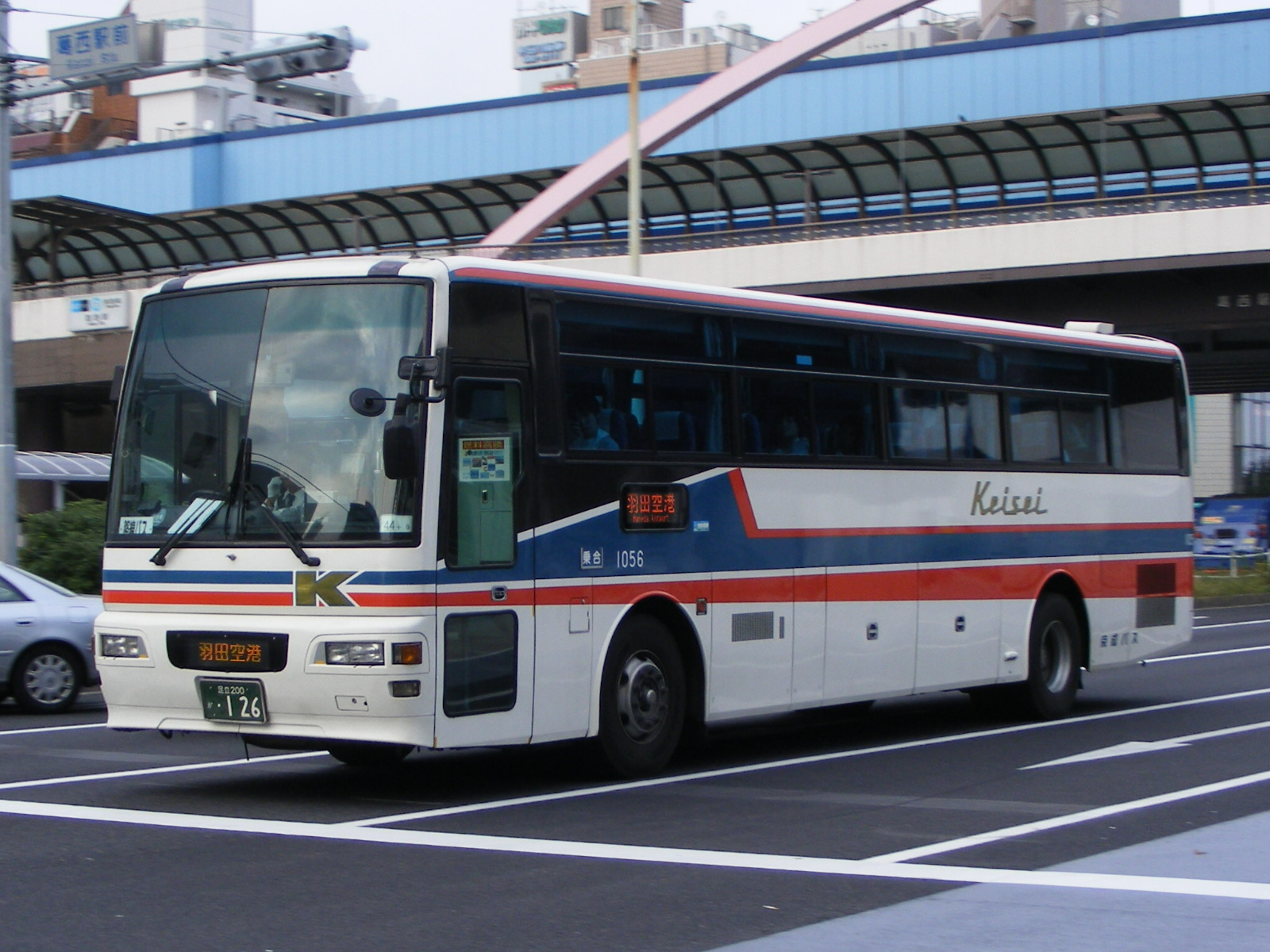
富士重工業製17型M KC-LV781R1 京成バス
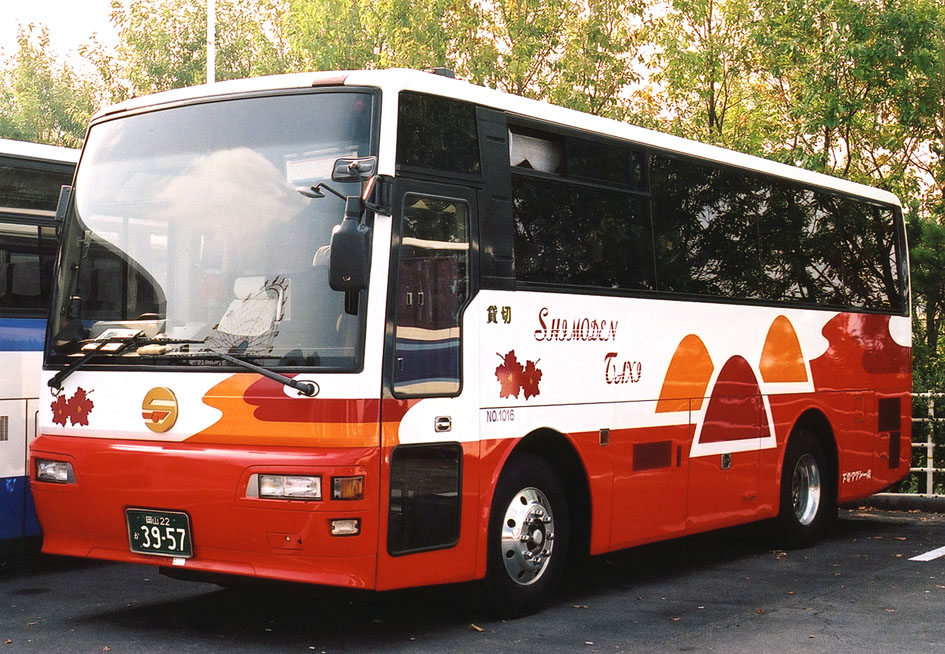
富士重工業製17型M KC-LV780H1 下電タクシー
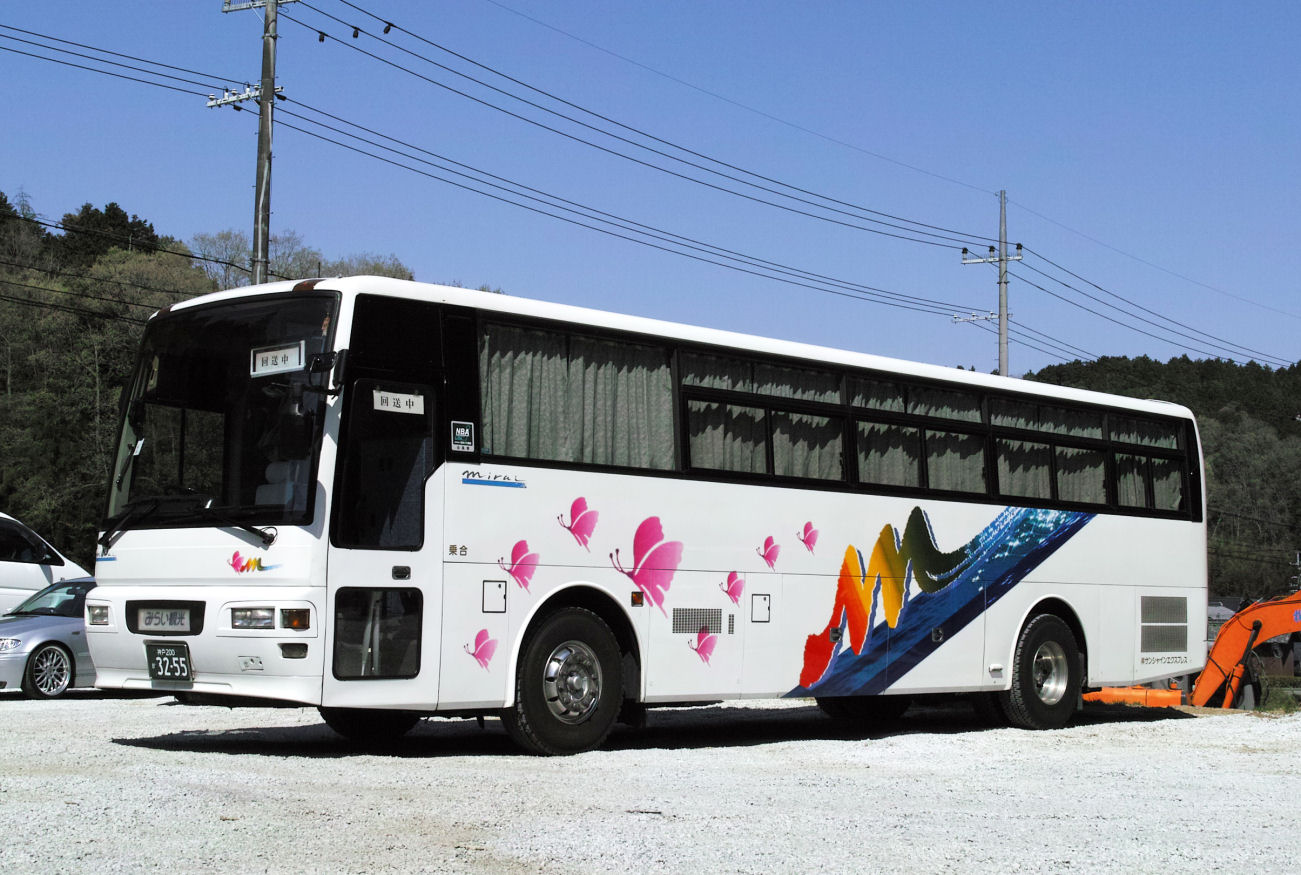
富士重工業製17型M KL-LV774R2 武元重機
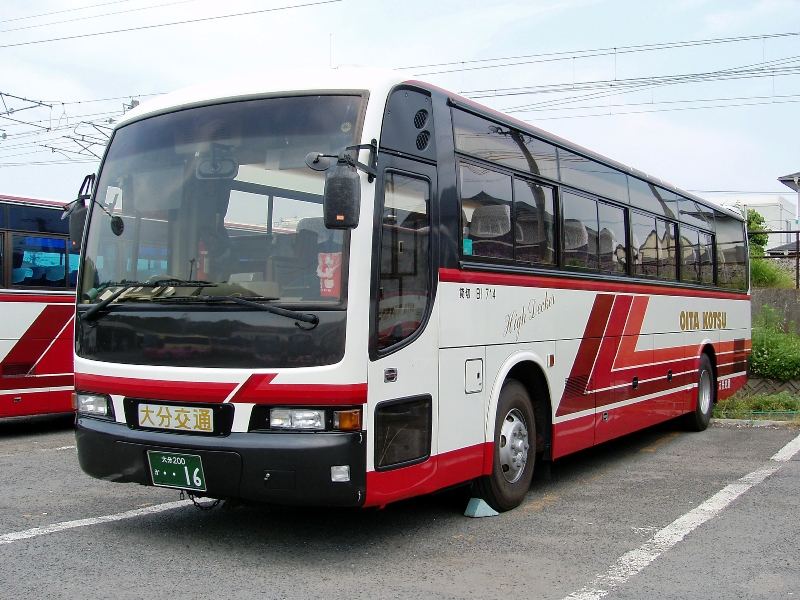
西日本車体工業製98MCネオロイヤルC-I KC-LV781R1 大分交通
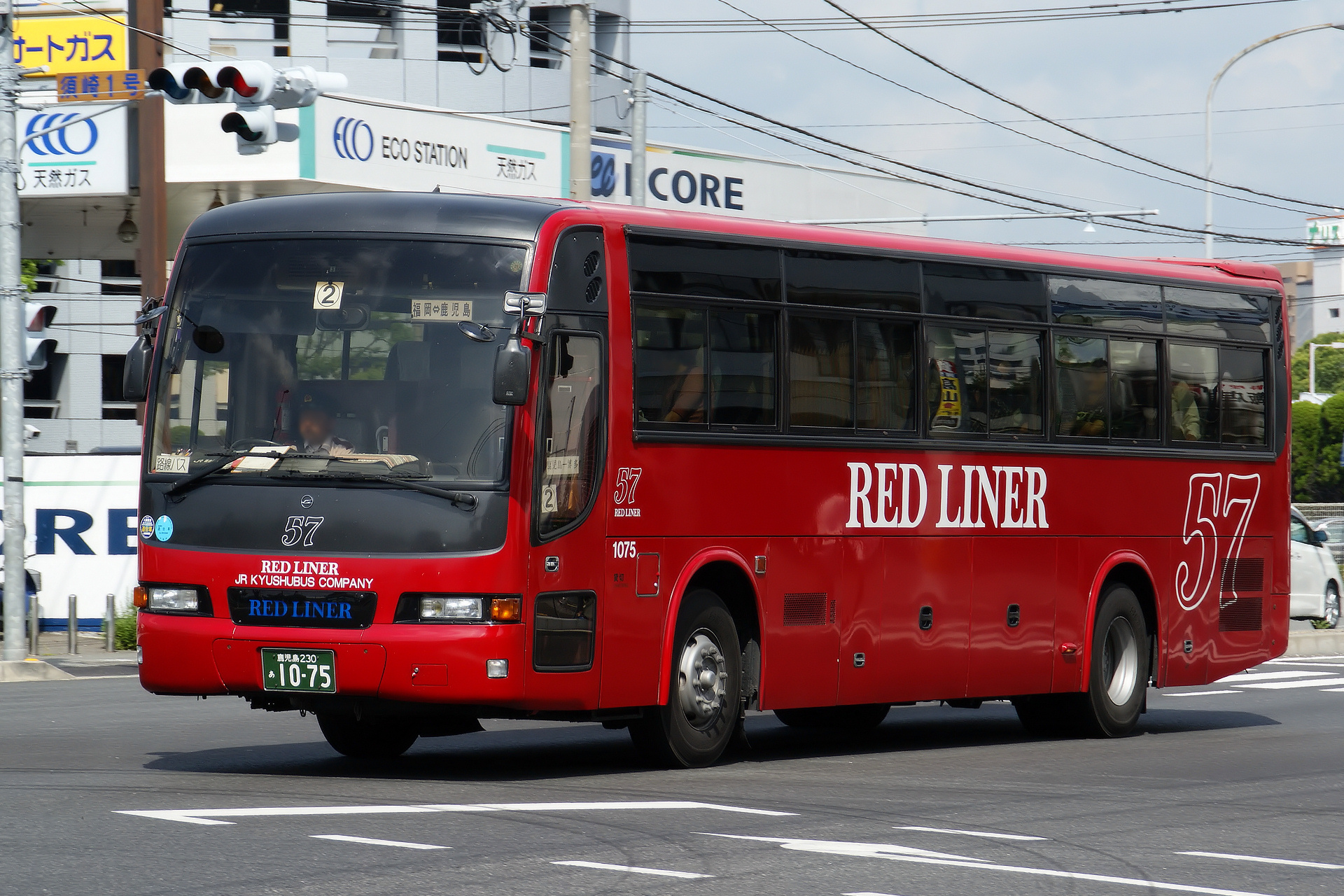
西日本車体工業製98MCネオロイヤルC-I KL-LV781R2 JR九州バス

### 広州ガーラ
2001年からいすゞの中国現地法人広州いすゞ（広州汽車といすゞの合弁）でも製造され、広州製のガーラは「広州GALA」と呼ばれる。エンジンは当初V10の10PE1を搭載したが、のちに直6ターボ・インタークーラー付きの6SD1、6SE1に変更されている。トランスミッションは6速MTでACTとロッド式が設定されている。
一方でエアロバス同様に、現地ボディメーカーによってコピーされた類似車が多数製造されており、中にはいすゞとは無関係にもかかわらず、堂々と「五十鈴」とロゴを入れているものもある。広州いすゞも当初は現地部品調達の必要性から、ガーラと同一ボディではなく、エアロバスのコピー同然のボディを架装していた。
広州製ガーラのラインナップ
- 12m級
  - S12（全高3.7m）
  - SHD（全高3.8m）
  - EHD（全高3.8m）
  - LHD（全高3.8m）
    - この他にも中国独自の仕様として寝台バス仕様が設定されている。
- 11m級
  - S11
  - V11
- 9m級
  - S9
  - V9

## 2代目（RU系）
前述のように、いすゞ自動車と日野自動車のバス製造事業統合により、日野・セレガとの統合車種となった。製造は、2社合同資本のジェイ・バスの小松事業所（旧・日野車体工業）で行われている。日野自動車が開発を行っているため、実質的には日野・セレガのフルモデルチェンジ車であると言える。
セレガとの違いは外装の差異で判断できる。フロントガラス下のガーニッシュの違い、側面のアクセントピラーの違い（セレガは有、ガーラは無）、リアガラスの形状（セレガは1枚窓、ガーラは先代を引き継ぐ左右に分かれた2枚の小窓）の違いなど。ただし各車の仕様によってはガーラとセレガの外装が同じになる場合があるため一概には言えない。また標準とは異なる例外仕様も見受けられ、車名ロゴやモデルプレートを見ないと判別できない場合もある。
- フロントマスクは6キューブマスク以外は、セレガのリミテッドエディション（窓下のオーナメントランプがない）とほぼ同一である。
- 高速バス仕様のガーラの場合、行先表示機搭載の関係上、リアガラスがセレガと同様の1枚窓になる。ただし一部で2枚窓仕様のまま、左右の窓の間に行先表示器窓を設けた仕様も導入されている[4]。
- アクセントピラーはセレガでも装備しない事例がある一方で、ガーラでも装備する事例がある[5]。
- この他にもフロントパネルのガーニシュをセレガと同一とし、リヤパネルは2枚窓仕様というガーラの事例も存在している[6]。

LV系時代の純正ボディはいすゞバス製造→ジェイ・バス宇都宮事業所で架装されていたが、RU系になってからのボディ架装はジェイ・バス小松事業所のみで架装されている。
詳しい車種説明は、日野・セレガ#セレガ（2代目）を参照のこと。

### 基本ラインナップ
|                               | いすゞ・ガーラ              | 日野・セレガ                     |
| ----------------------------- | --------------------------- | -------------------------------- |
| スーパーハイデッカー（12m車） | SHD（スーパーハイデッカー） | スーパーハイデッカ（SHD）        |
| ハイデッカー（12m車）         | HD（ハイデッカー）          | ハイデッカ（HD）                 |
| ハイデッカー（9m車）          | HD9（ハイデッカー9)         | ハイデッカショート（HD-S）       |
| 12mハイデッカー廉価モデル     | HD-VP                       | ハイデッカリミテッドエディション |

### ADG-RU1E系/ADG-RU8J系

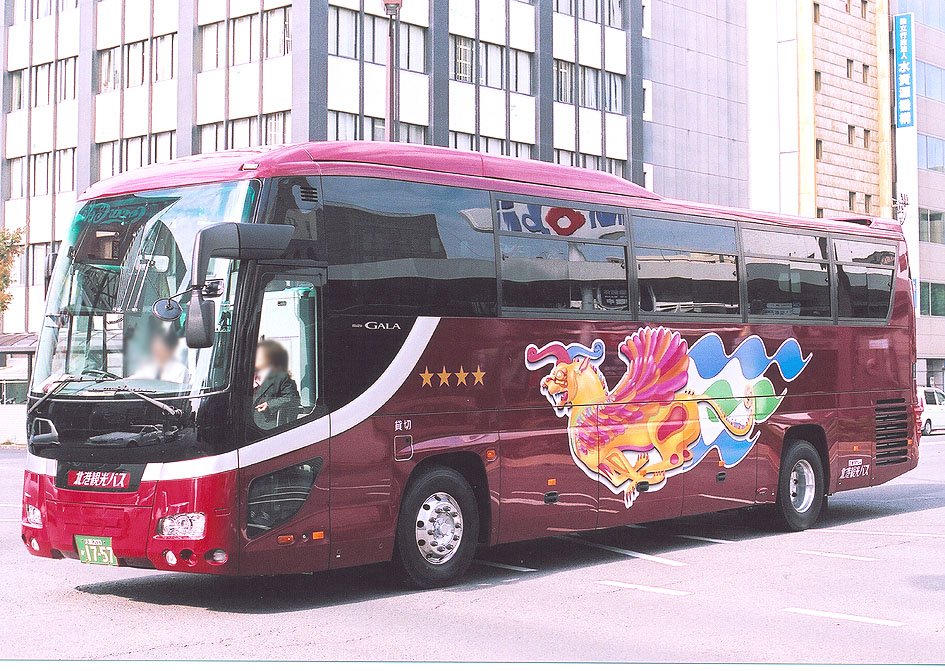
北港観光バス

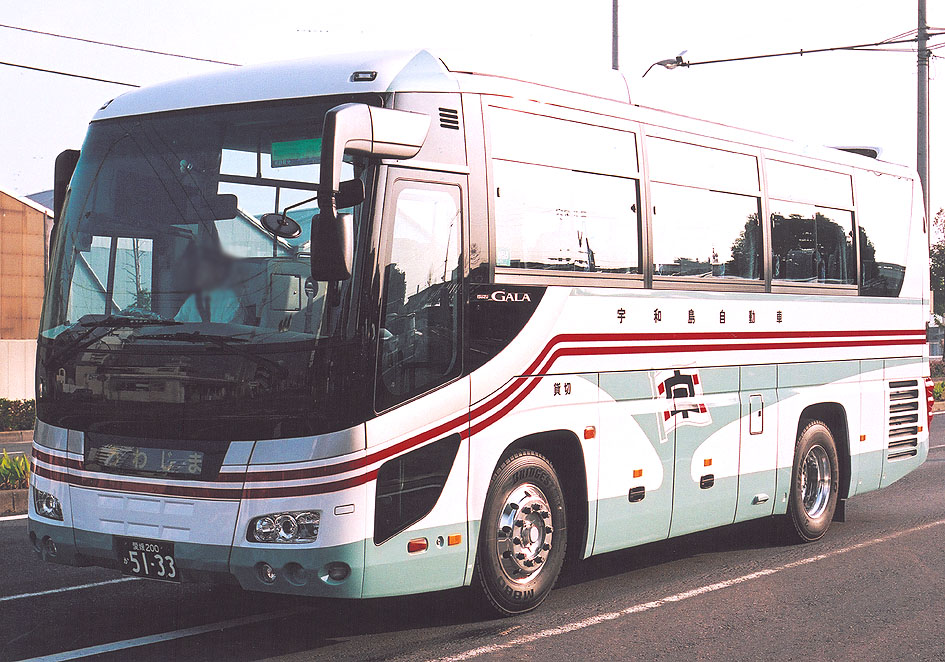
宇和島自動車

2005年8月22日にフルモデルチェンジした。エンジンは日野自動車製E13C型（直6・TI、338 kW=460psもしくは279kW=380ps）。ハイデッカー9は日野自動車製J08E型（直6・TI、199 kW＝270ps）、変速機は他メーカーと同様に、OD6速となった。このモデルから西日本車体工業への架装は取りやめとなった。
ラインナップ
- SHD（スーパーハイデッカー）:ADG-RU1ESAJ（ET-X<460PS>のみ）…2006年2月20日に夜間都市間用3列独立シート仕様が追加された。
- HD（ハイデッカー）:ADG-RU1ESAJ（ET-X<460PS>とET-XI<380PS>の2機種）
- HD9（ハイデッカー9、9m車）:ADG-RU8JHAJ…2006年2月20日発売

ガーラSHD（スーパーハイデッカー） ADG-RU1ESAJ
- 北港観光バス

ガーラHD（ハイデッカー） ADG-RU1ESAJ

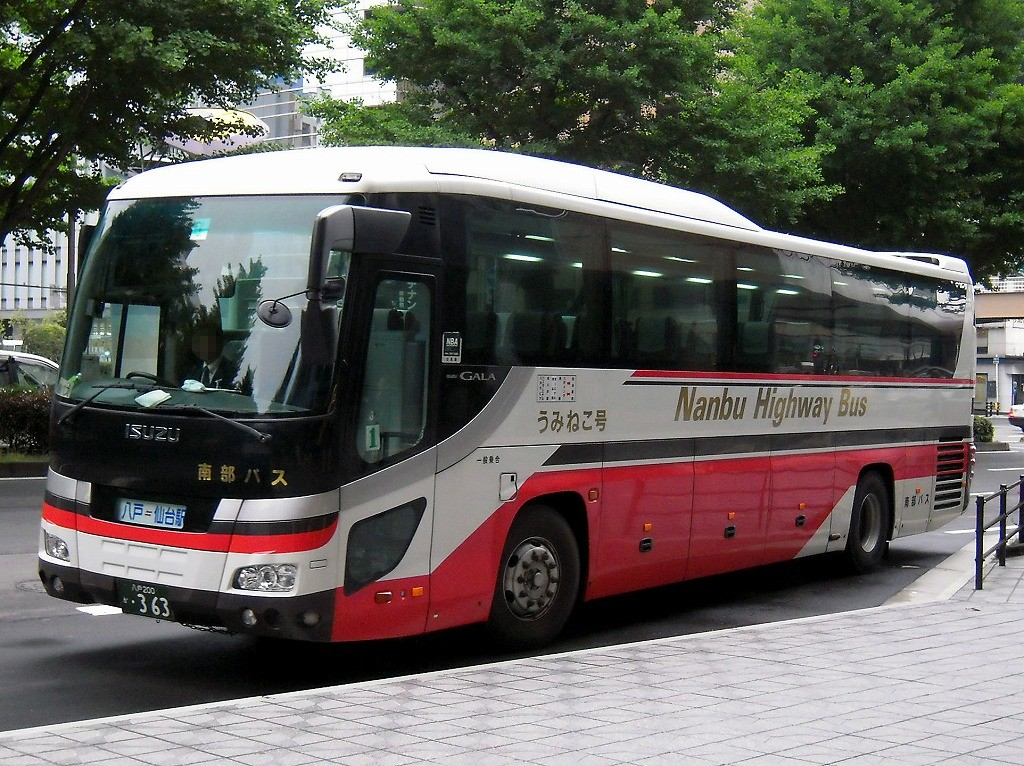
高速路線 南部バス
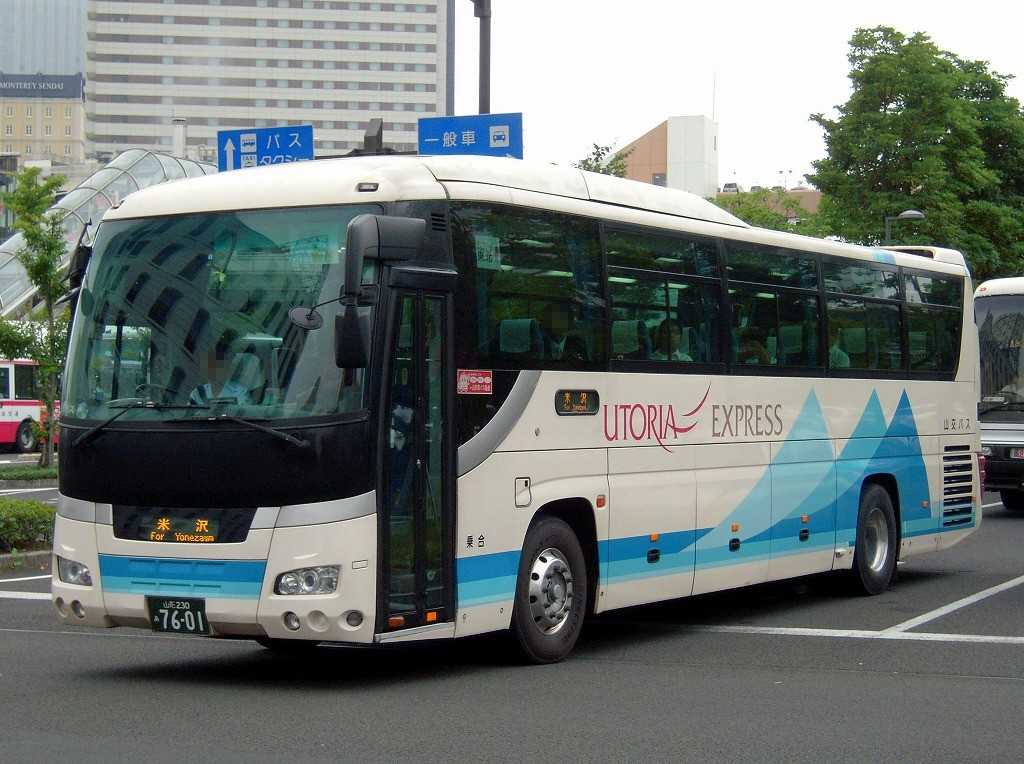
高速路線 折戸 山交バス (山形県)
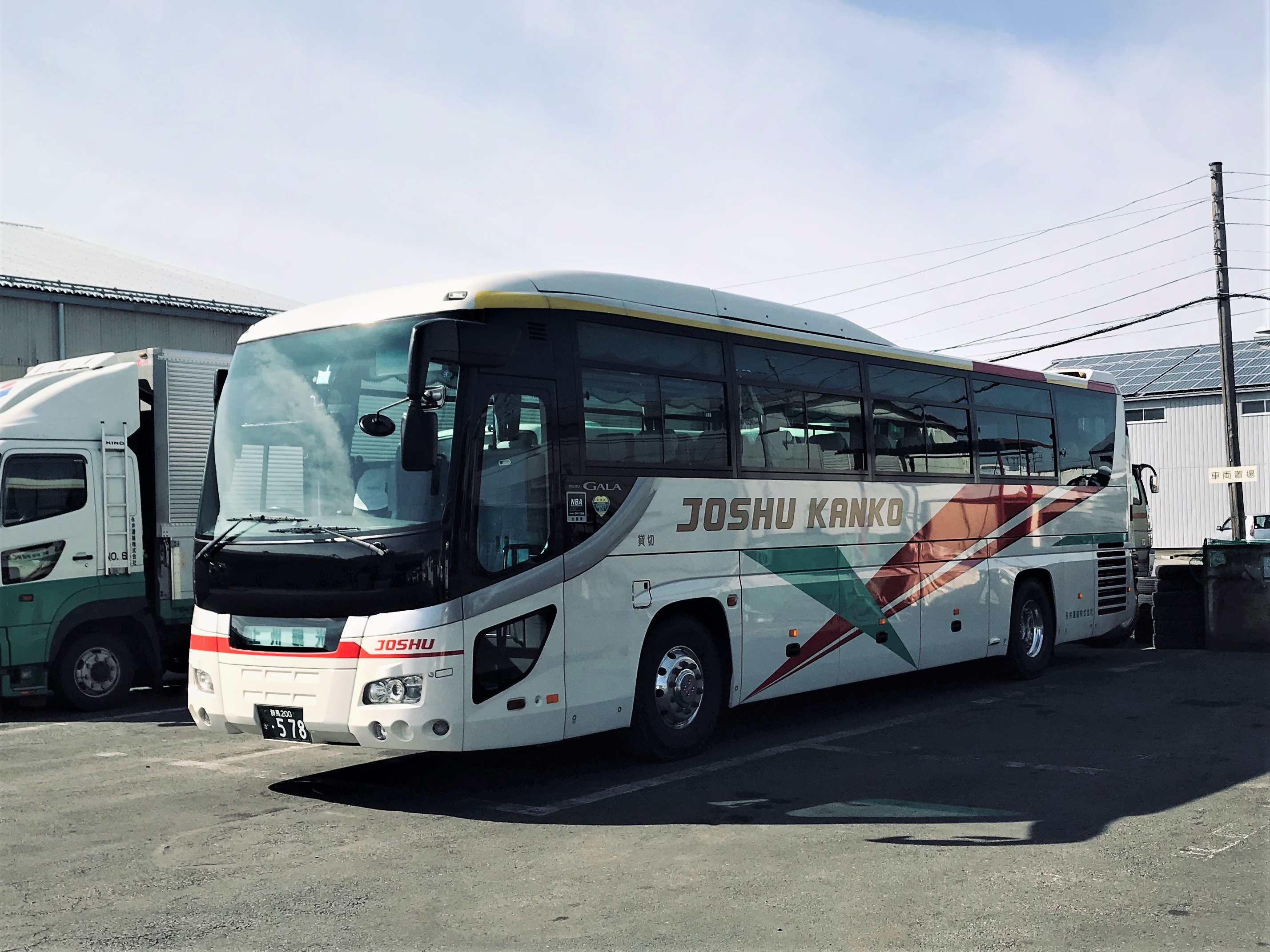
上州観光バス

ガーラHD9（ハイデッカー9） ADG-RU8JHAJ
- 宇和島自動車

### PKG-RU1E系/BDG-RU8J系

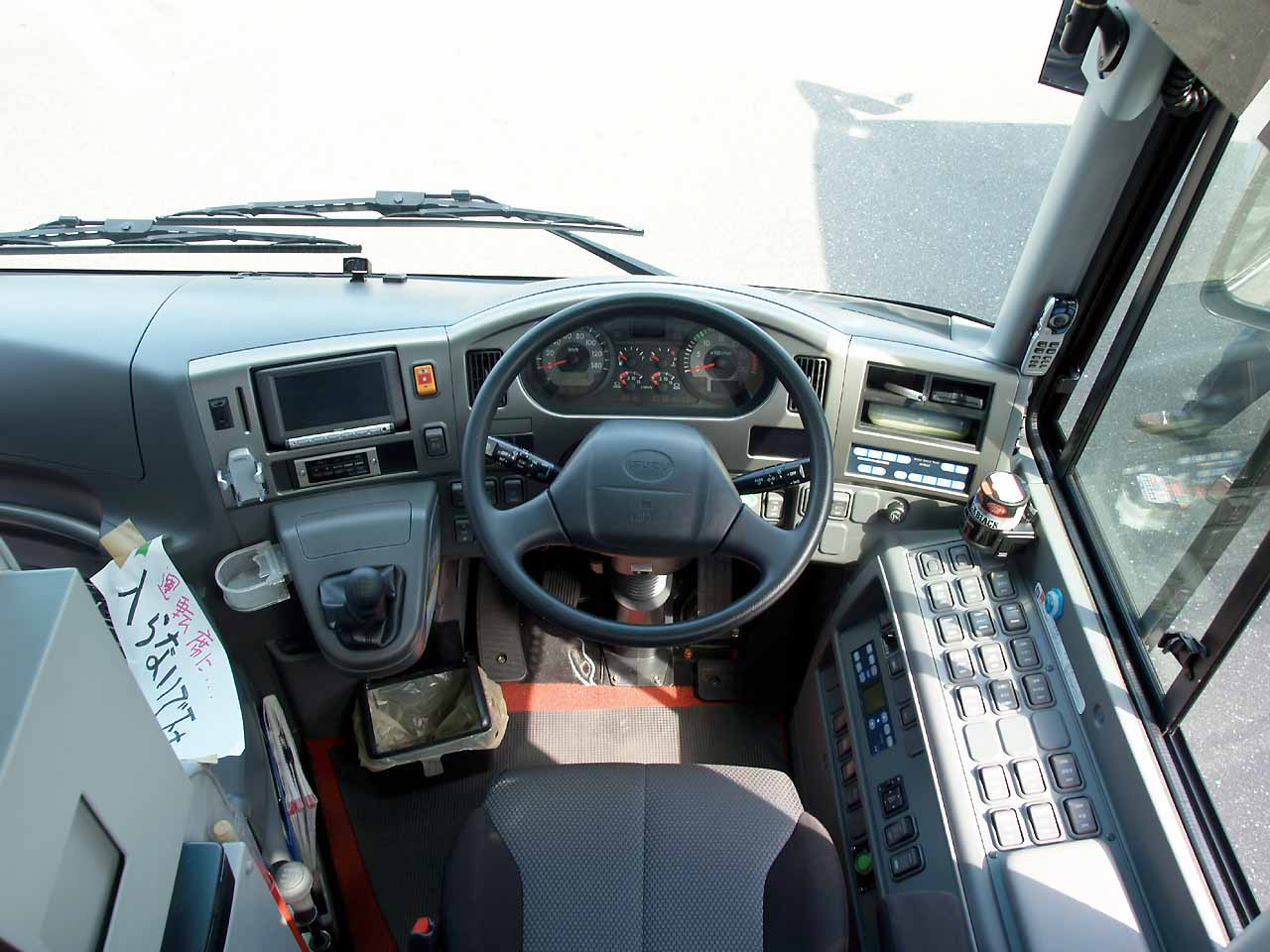
運転席（東京都交通局）

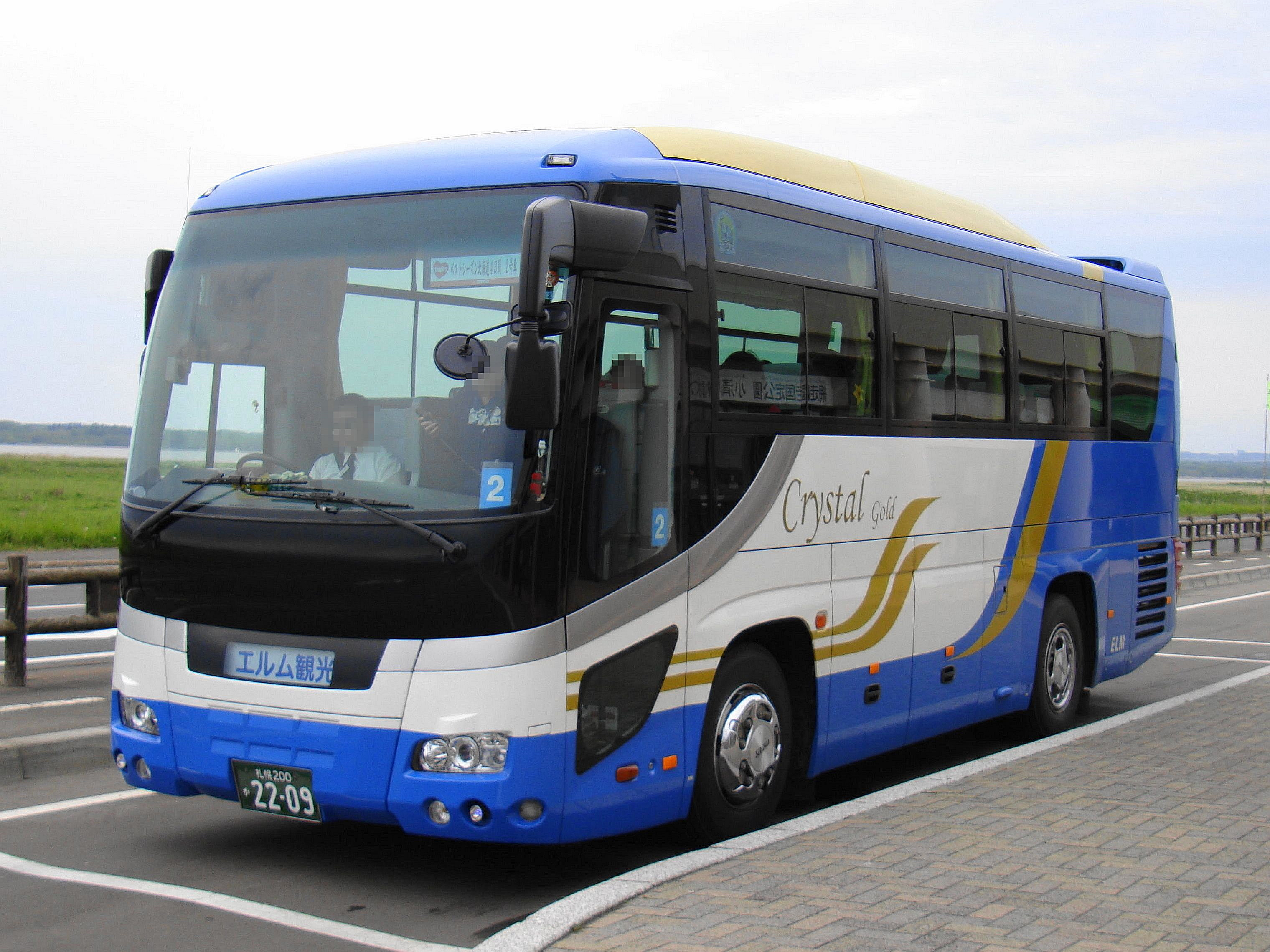
エルム観光バス

2006年7月5日、9mタイプを除きPKG-RU1E系となった。 前モデルと同型式のE13C型（直6TI、338 kW=460psもしくは279kW=380ps）をベースに平成27年重量車燃費基準とPMのみ10%低減を両立したものに改良した。その他、変速機や外観などにおいても差異は殆どなく、燃費基準達成車という緑色のステッカーが貼り付けてあれば、このモデルであると識別可能である。
ラインナップ
- SHD（スーパーハイデッカー）:PKG-RU1ESAJ（ET-X<460ps>のみ）
- HD（ハイデッカー）:PKG-RU1ESAJ（ET-X<460ps>とET-XI<380ps>の2機種）
- HD9（ハイデッカー9、9m車）:BDG-RU8JHAJ

ガーラSHD（スーパーハイデッカー） PKG-RU1ESAJ

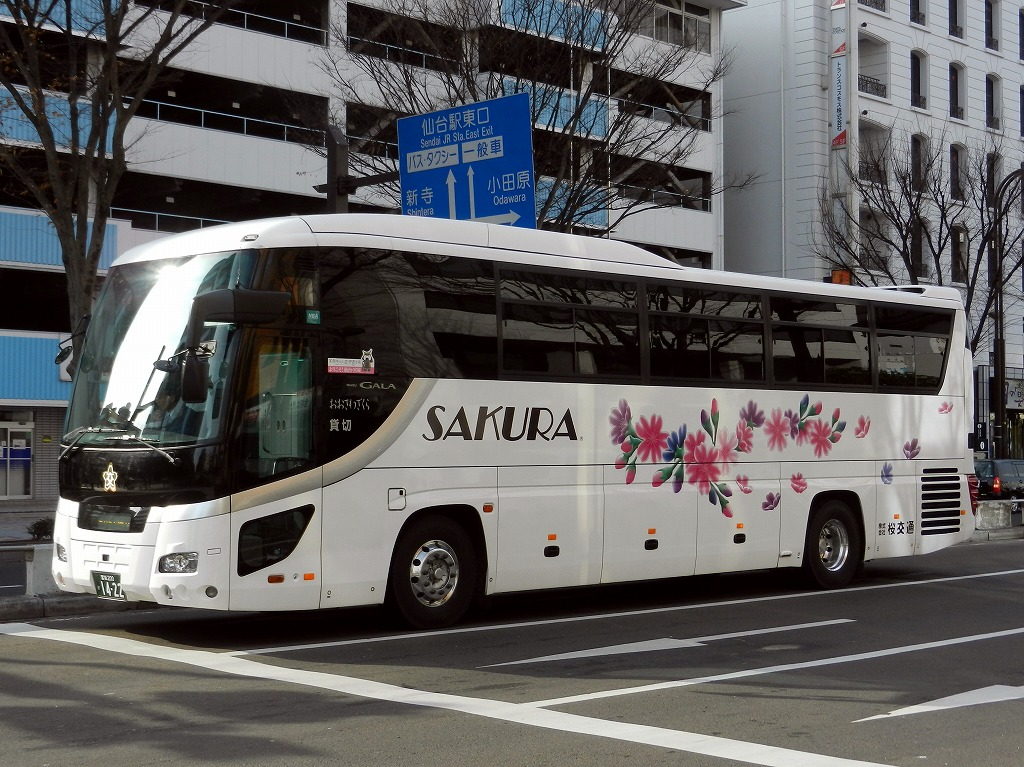
桜交通
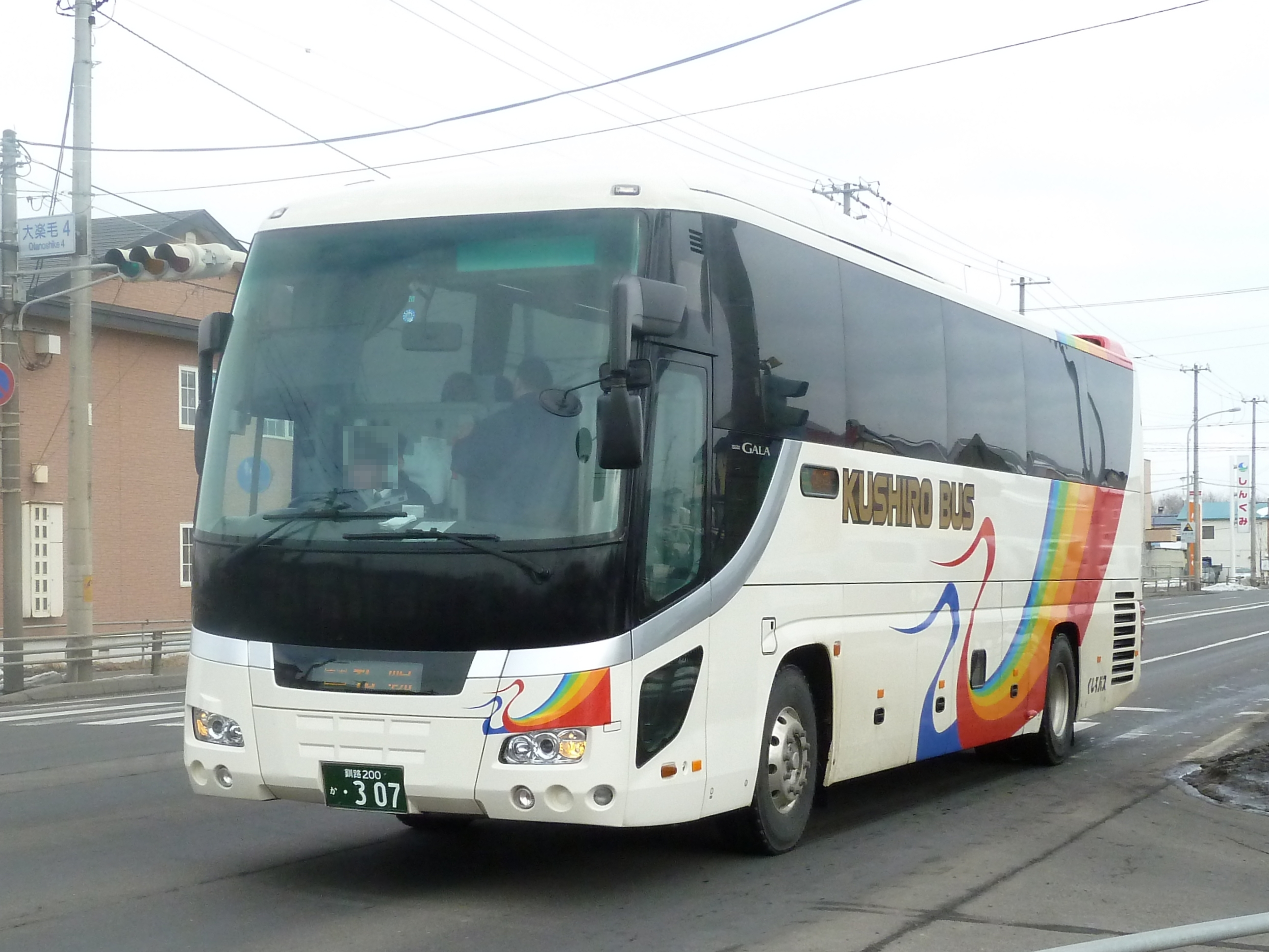
夜間高速路線 くしろバス

ガーラHD（ハイデッカー） PKG-RU1ESAJ

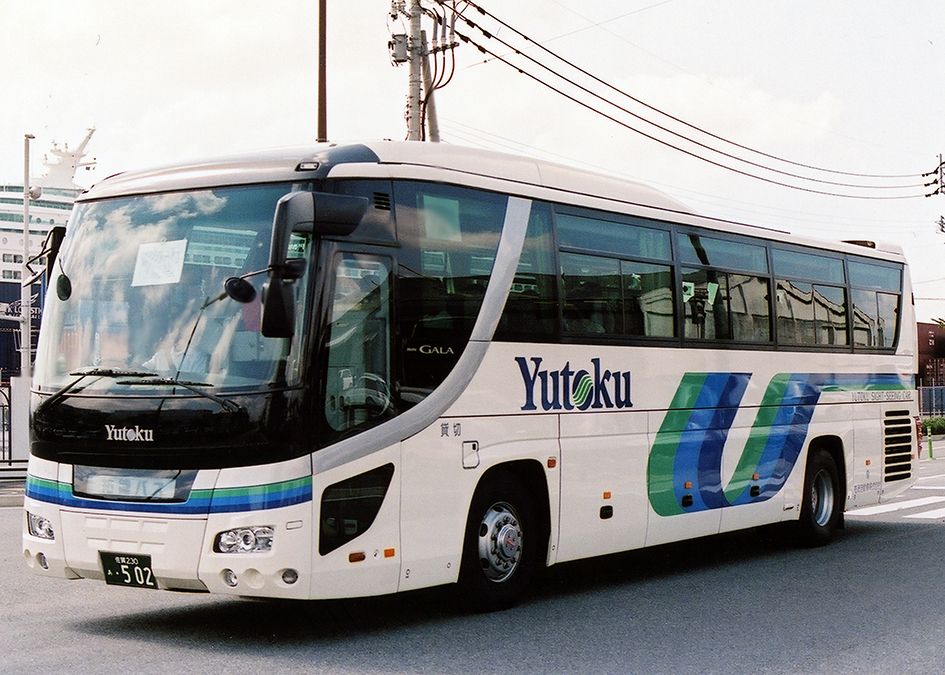
アクセントピラー付 祐徳自動車
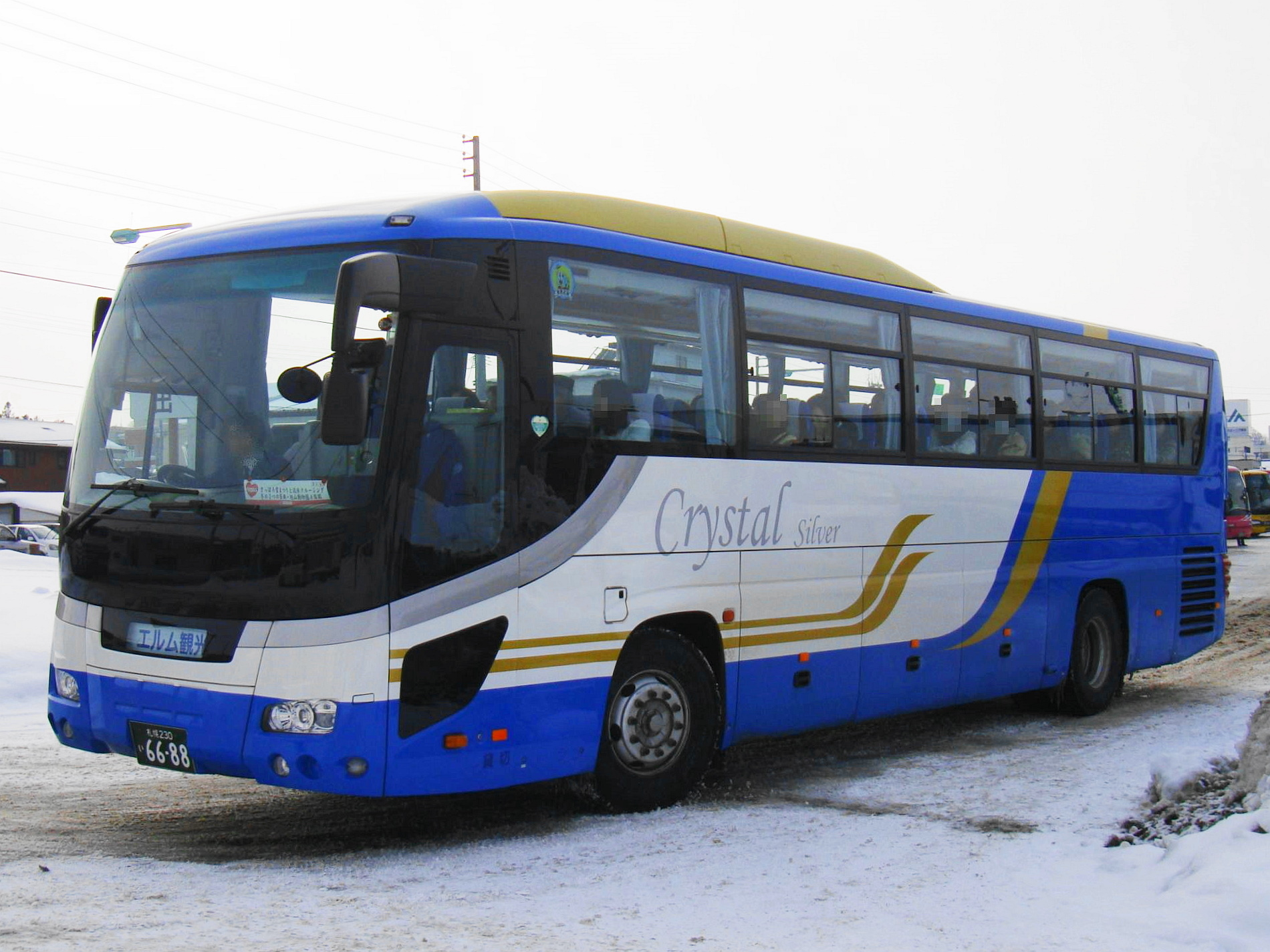
HD-VP エルム観光バス
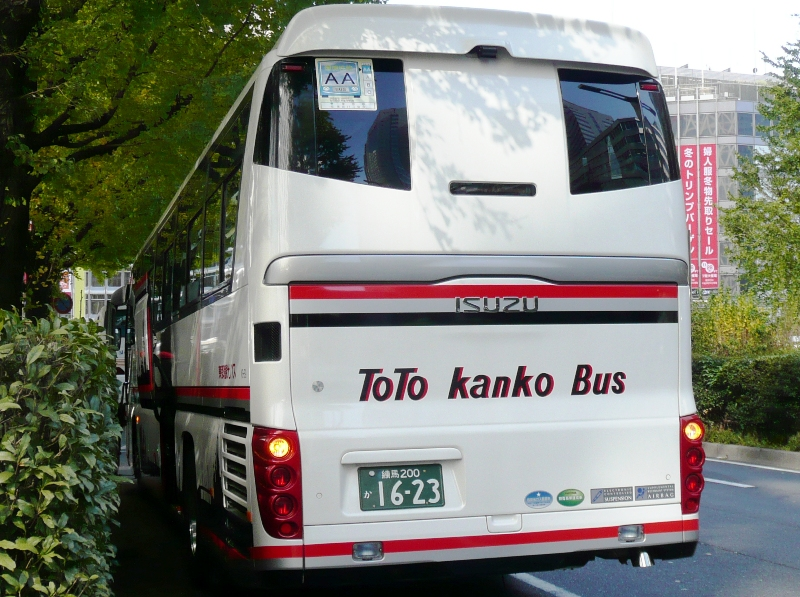
リアスタイル 東都観光バス
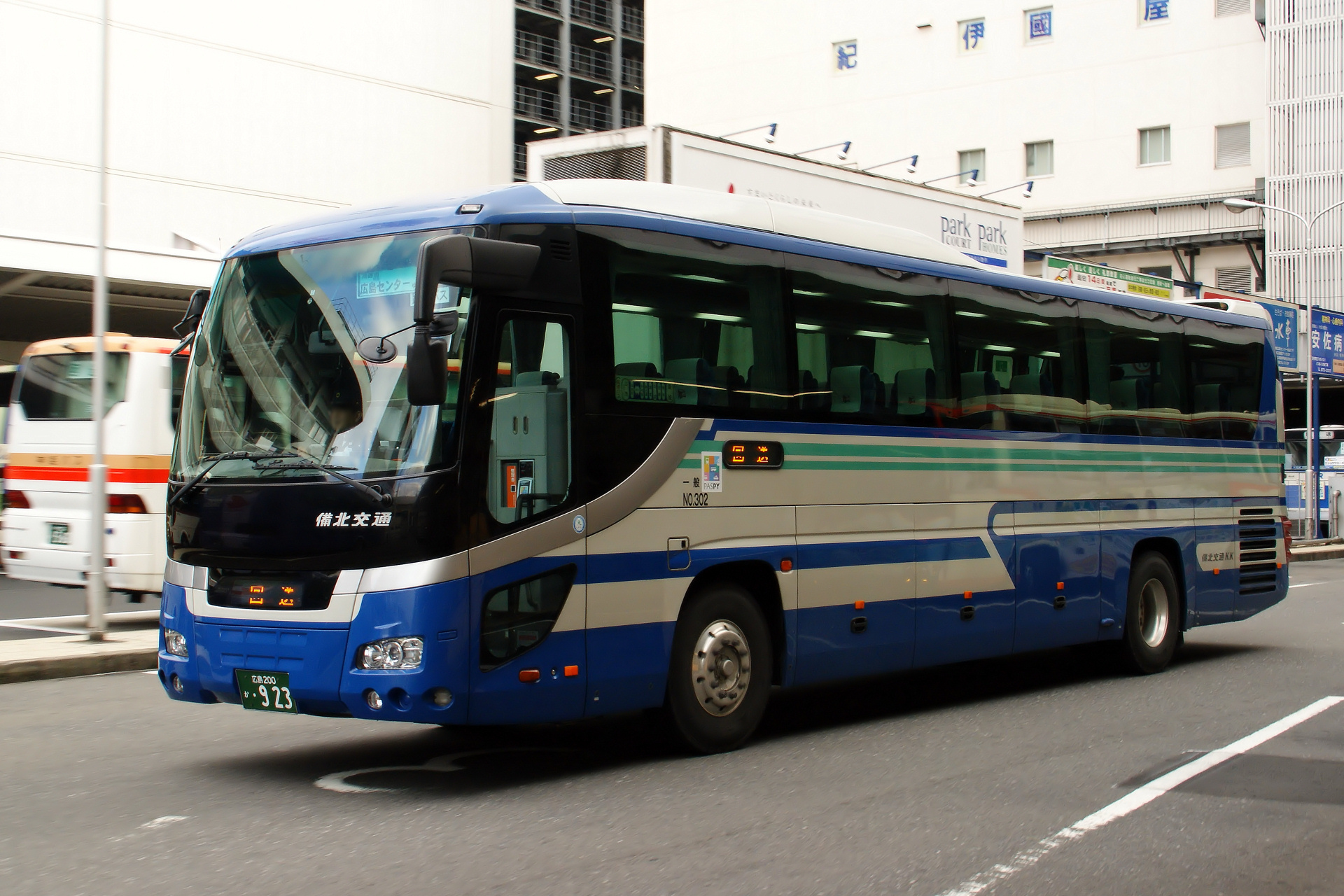
高速路線 備北交通

ガーラHD9（ハイデッカー9） BDG-RU8JHAJ
- エルム観光バス

### LKG-RU1E系/LDG-RU8J系/SDG-RU8J系

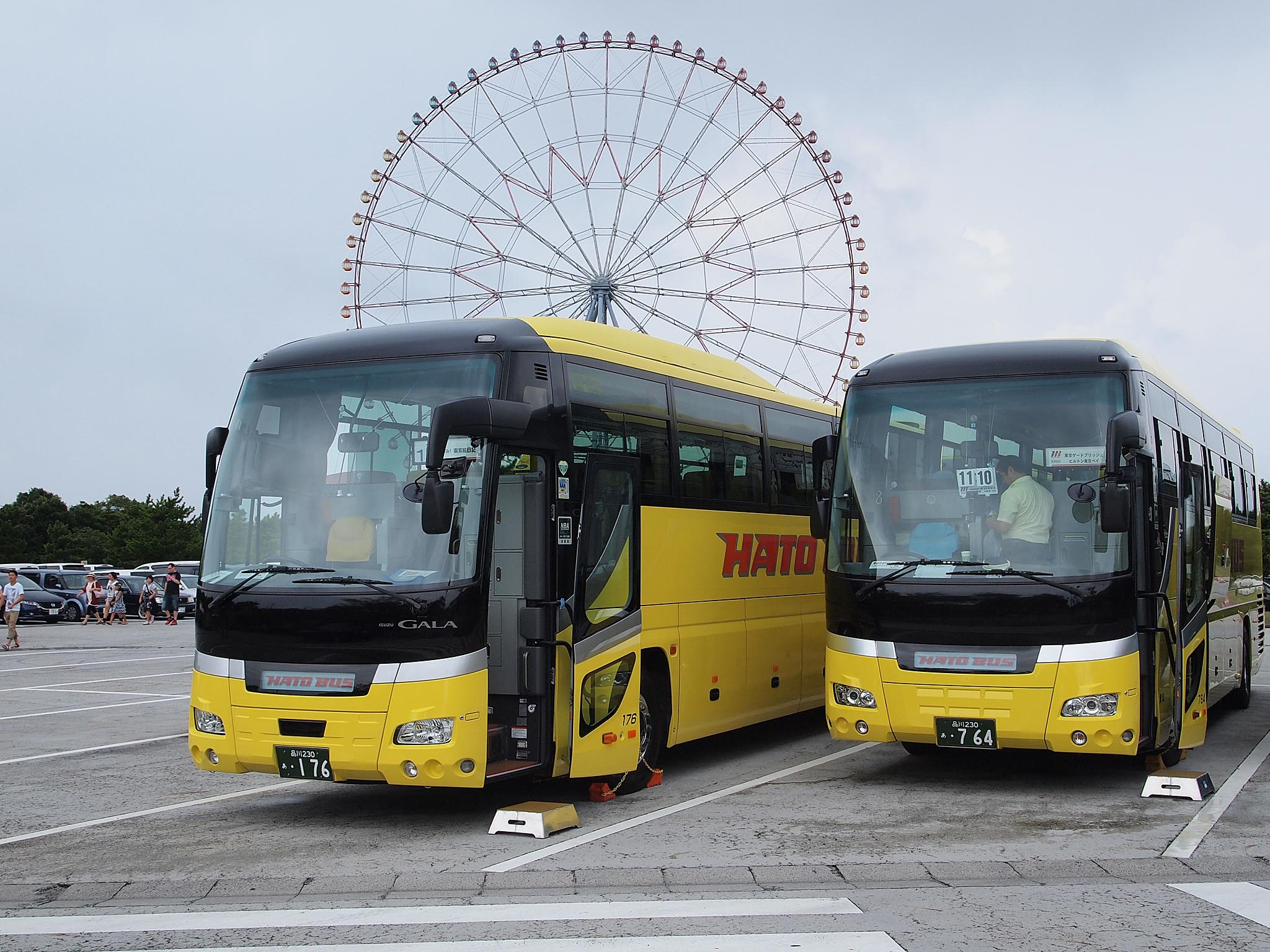
ガーラSHD・LKG-車（左）とPKG-車（右）のフロント対比（はとバス）

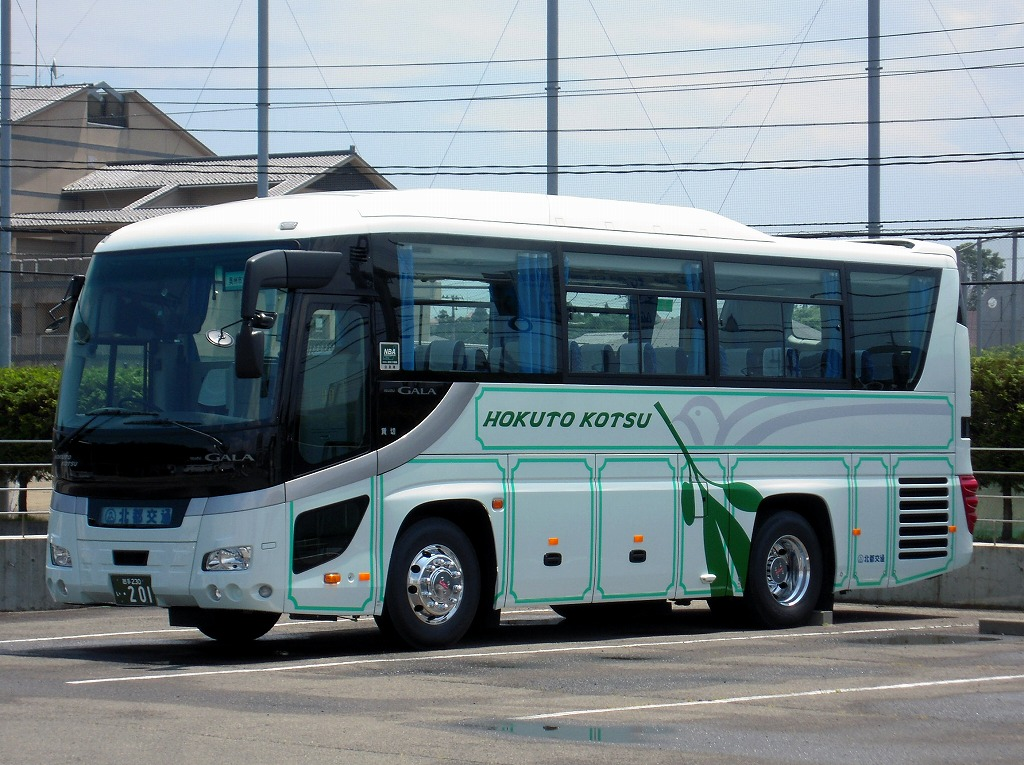
SDG-RU8JHBJ 北都交通 (岩手県)

2010年8月4日にマイナーチェンジを行い、12m車はエンジンを日野自動車製ET-X型 (460PS) ・ET-XI型 (380PS) から日野自動車製ET-VI (450ps/195 kg・m) ・ET-I (360ps/185 kg・m) にそれぞれ換装され平成21年（ポスト新長期）排出ガス規制に適合し、前モデルと同様に平成27年重量車燃費基準を達成した。またハイデッカー9はエンジンが日野自動車製J08-VI型 (270ps) からJ08-VIII (280ps/81 kg・m) に換装され、GVW（車両総重量）12トン超車が平成21年排出ガス規制に、GVW12トン以下車が平成22年排出ガス規制にそれぞれ適合した。車間制御クルーズ・衝突被害軽減ブレーキ・車間距離警報装置が標準化されたためフロントにミリ波レーダー照射装置が取り付けられて6キューブのデザインが変わり、さらに12m車では後輪とルーバーの間に尿素水注入口があるため、この点で見分けが付く。また、この代の途中からセレガのリミテッドエディションに相当するHD-VPがカタログから姿を消している。
ラインナップ
- SHD（スーパーハイデッカー）:LKG-RU1ESBJ（ET-VI<450PS>のみ）
- HD（ハイデッカー）:LKG-RU1ESBJ（ET-VI<450PS>とET-I<360PS>の2機種）
- HD9（ハイデッカー9、9m車）:LDG-RU8JHBJ（GVW12トン超車）SDG-RU8JHBJ（GVW12トン以下車）

ガーラHD（ハイデッカー） LKG-RU1ESBJ

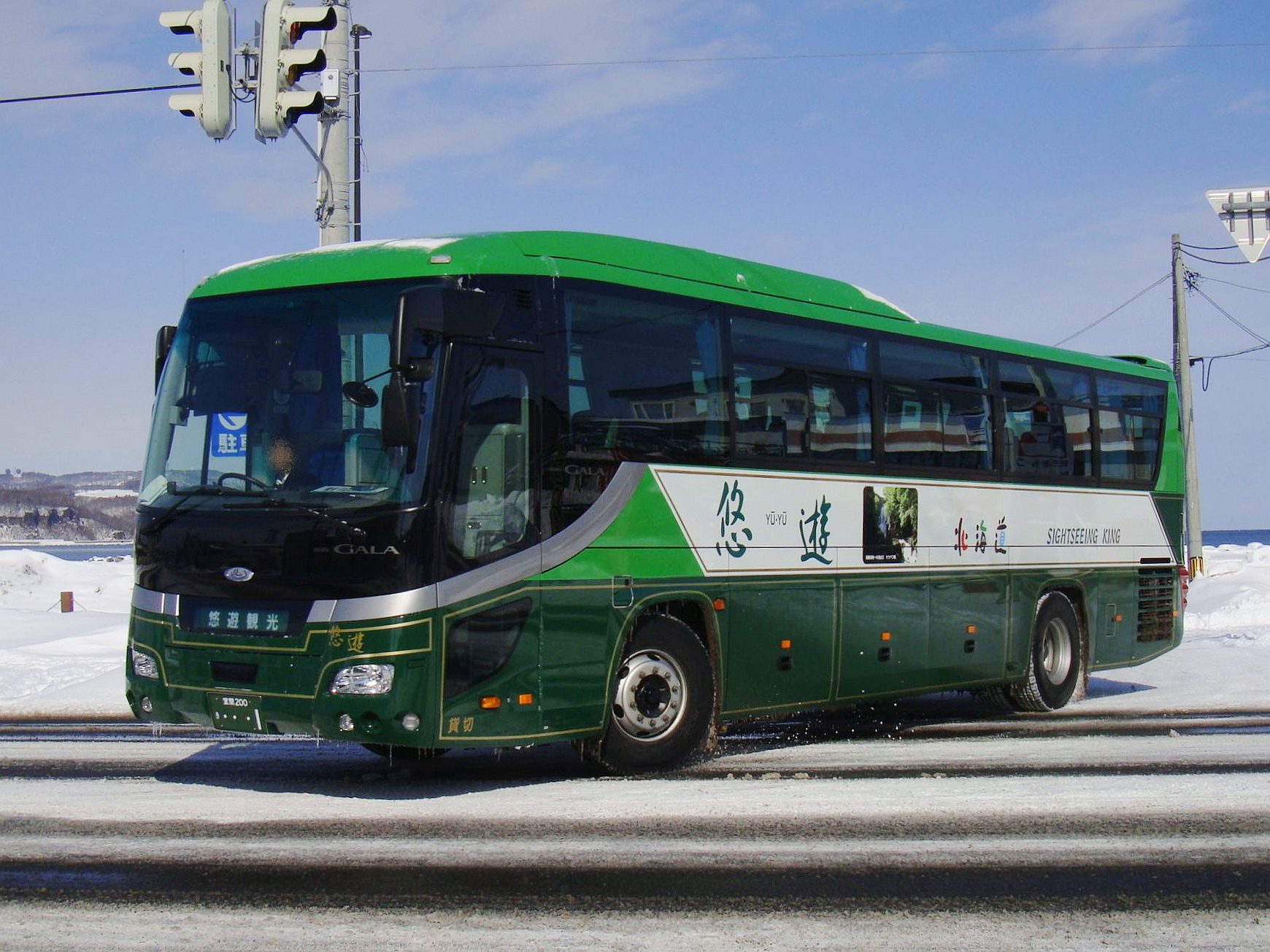
壮瞥貨物運輸
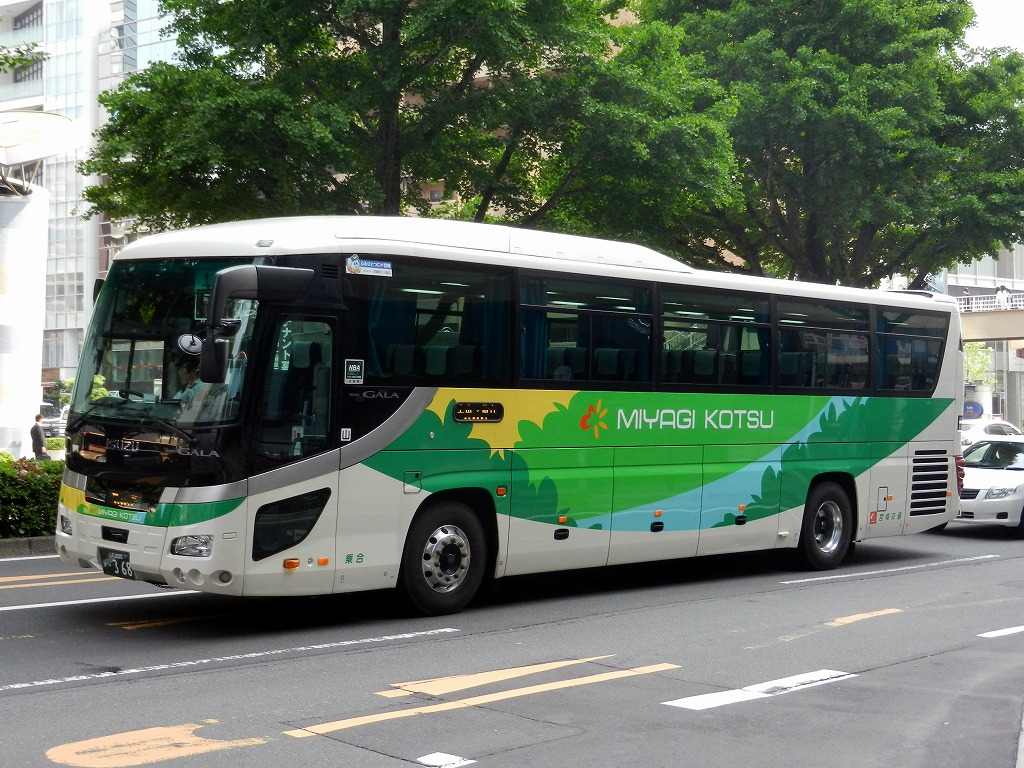
高速路線 宮城交通
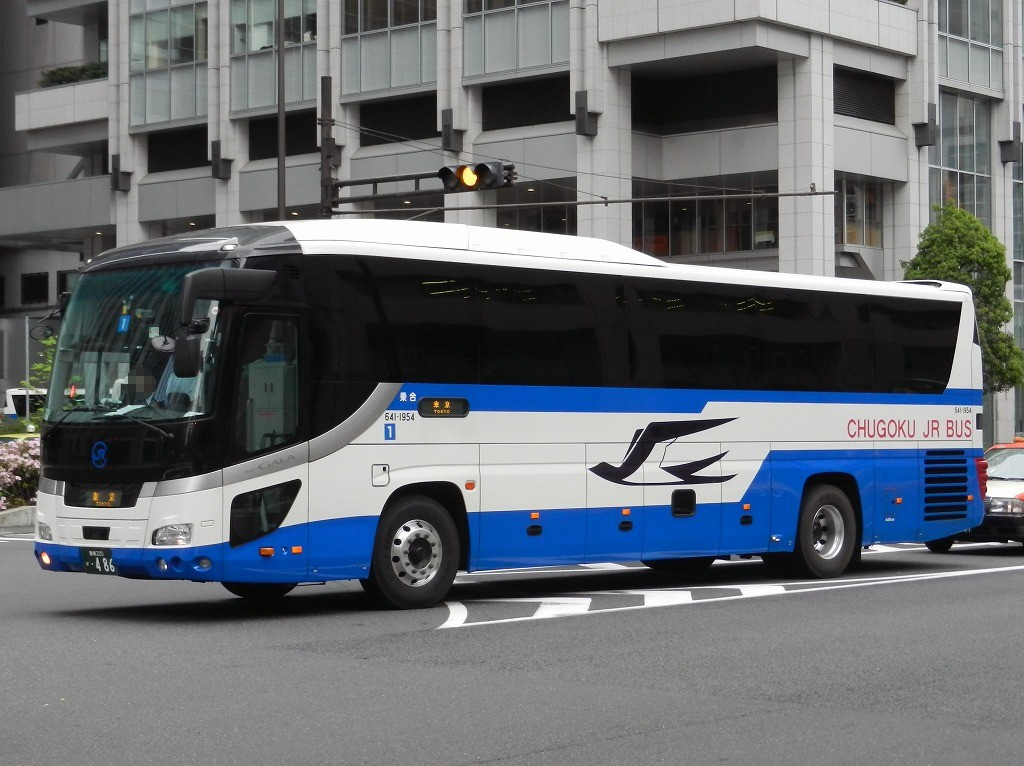
夜間高速路線 JRバス中国

ガーラHD9（ハイデッカー9）
- SDG-RU8JHBJ
北都交通 (岩手県)

### QPG-RU1E系/QRG-RU1A系/LDG-RU8J系/SDG-RU8J系

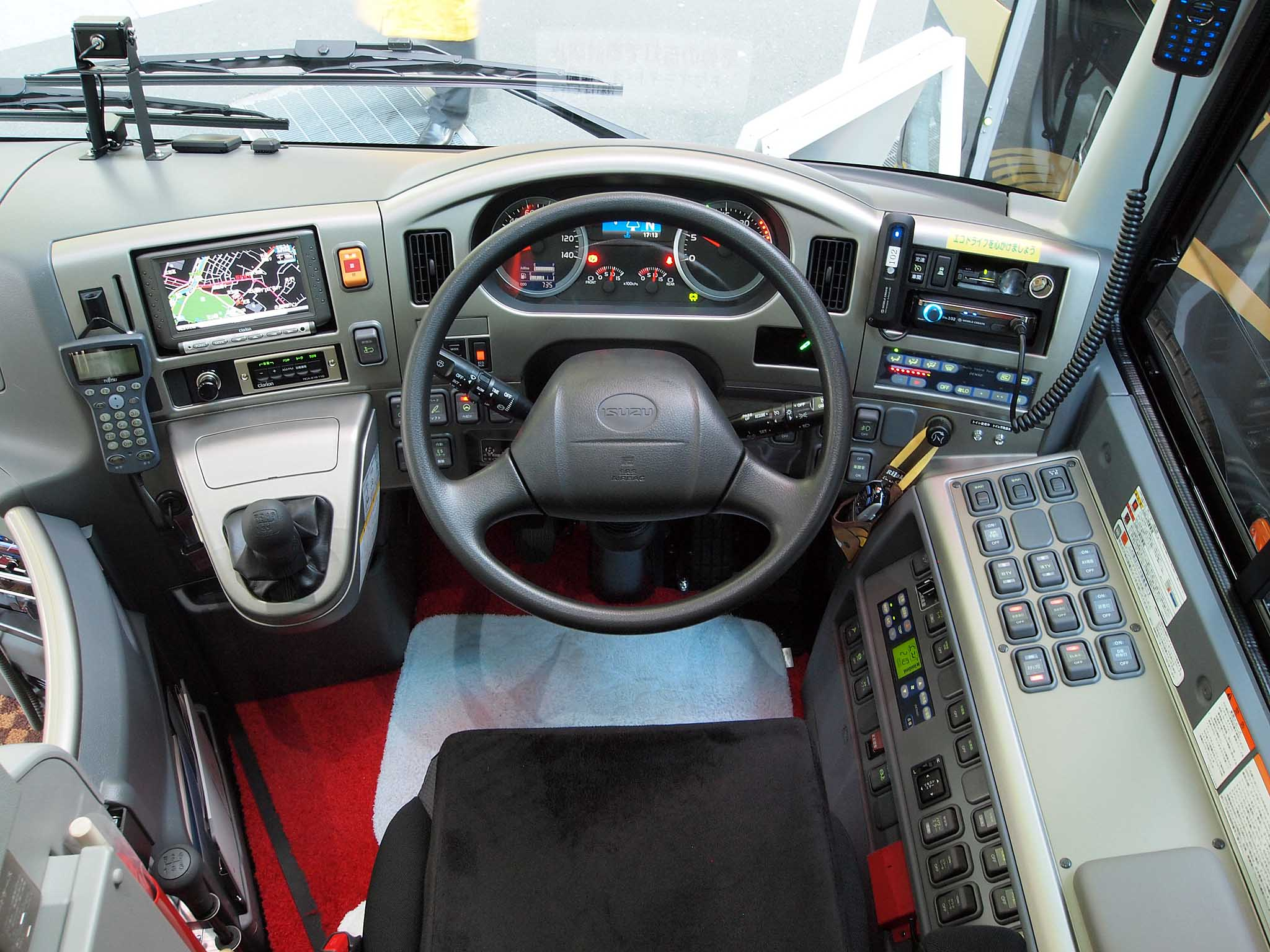
運転席

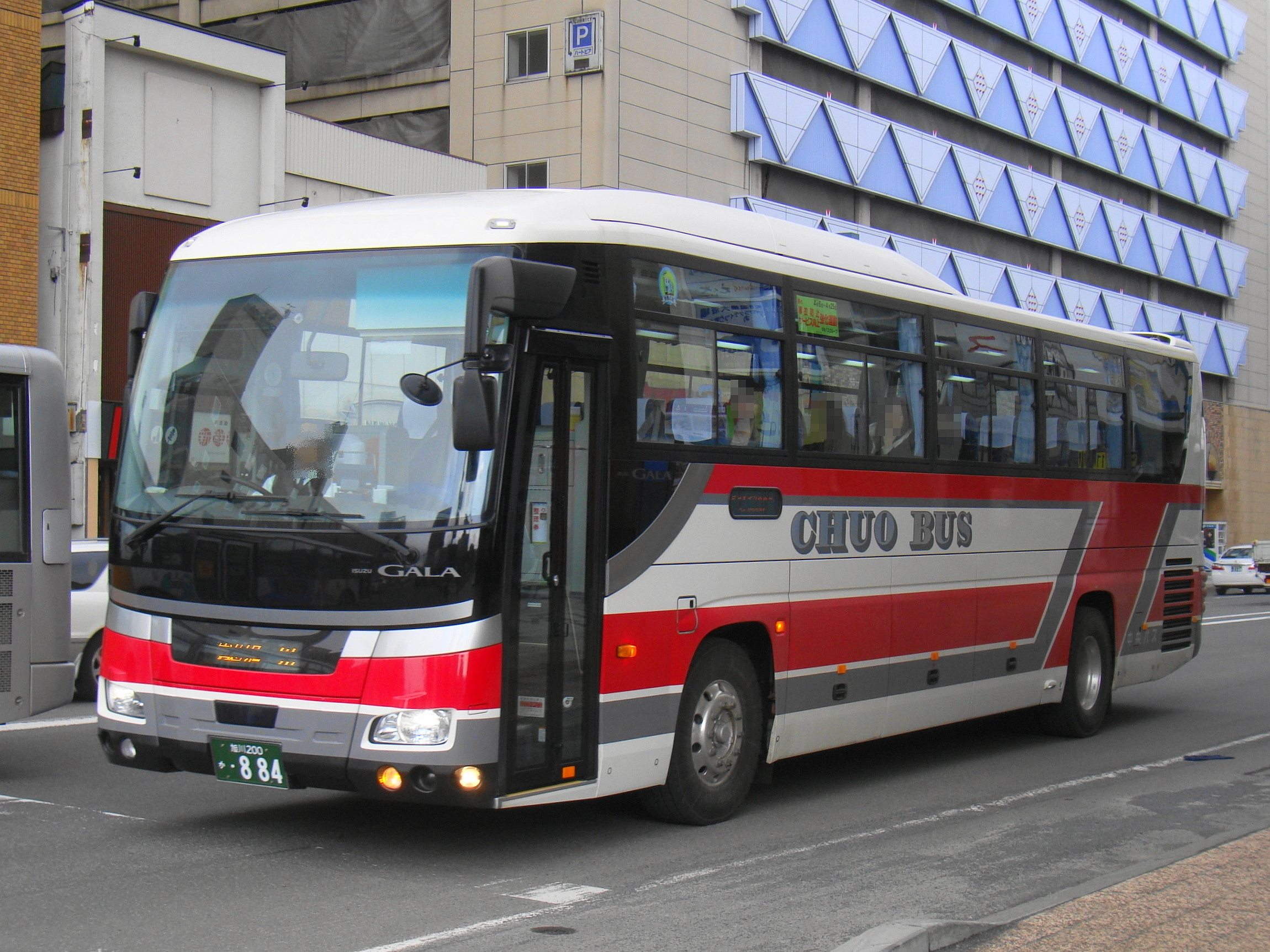
高速路線 折戸 QPG-RU1ESBJ 北海道中央バス
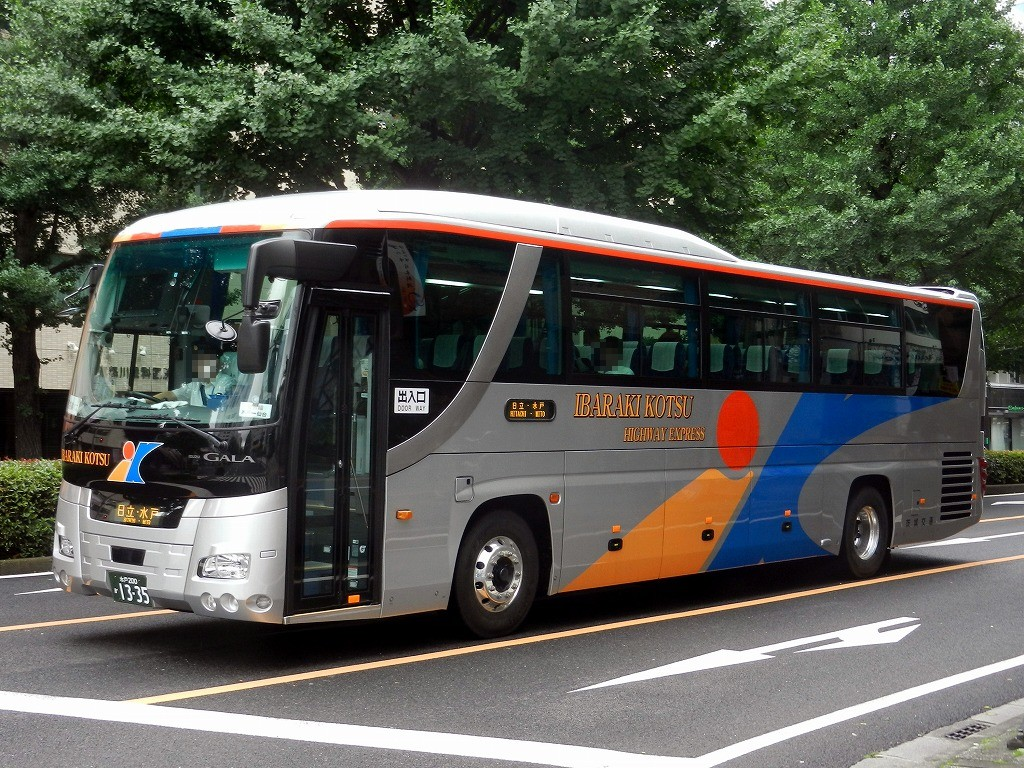
高速路線 折戸（Jピラー付） QRG-RU1ASCJ 茨城交通
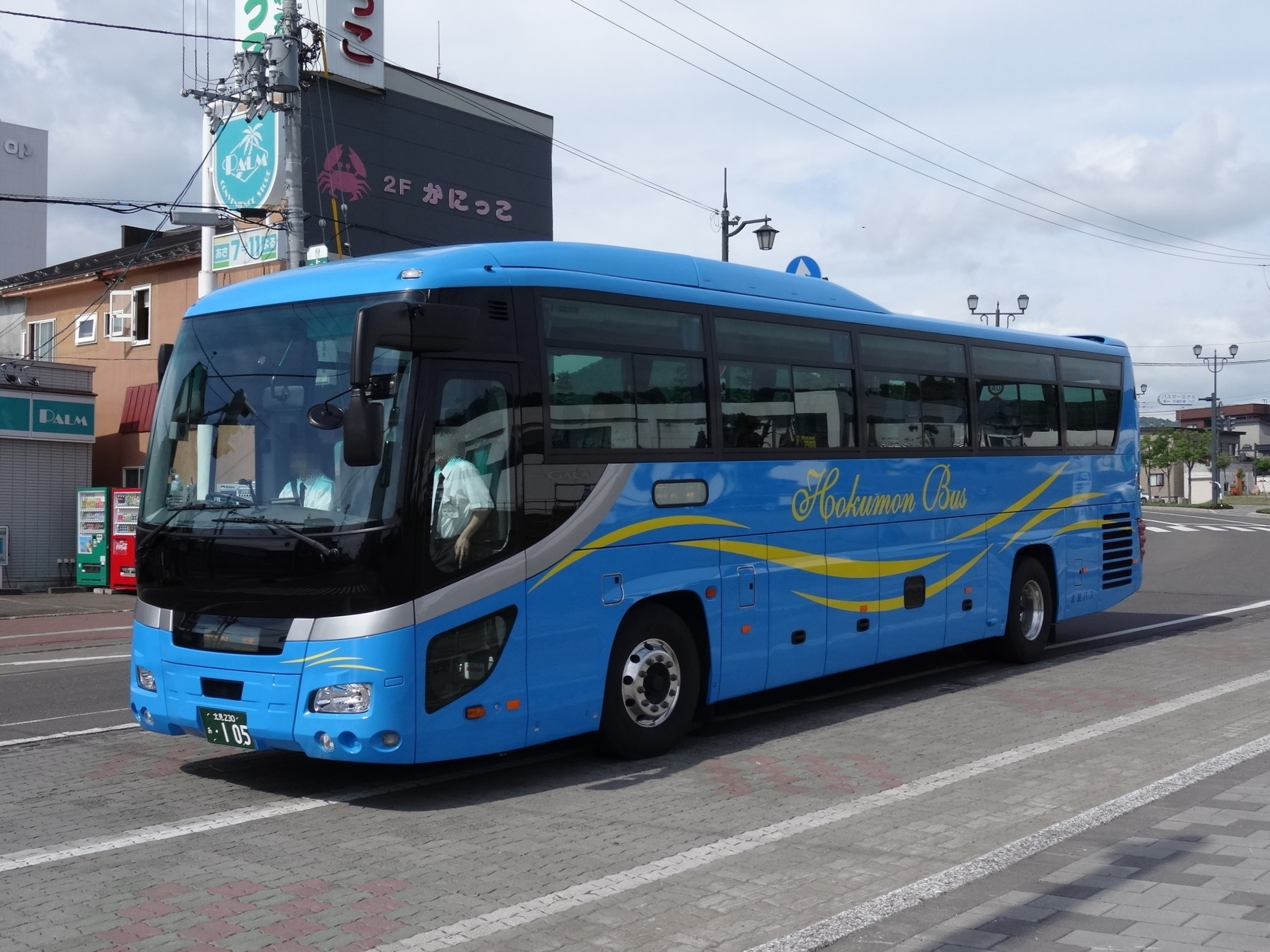
夜間高速路線 QRG-RU1ASCJ 北紋バス

2012年6月15日、2012年7月2日にシリーズ全体をマイナーチェンジして発売されることが発表され、12m車の360PSエンジン搭載車は日野自動車製ET-I (360ps/185 kg・m)から、重量車モード燃費値が重量車燃費基準値より20%以上向上しなおかつ小型化された日野自動車製AT-VIII型エンジン（8,900cc、360PS/160 kg・m）に換装されると同時に日野自動車製A09C型エンジン搭載車には7速MTが標準装備となった。全車にVSC（横滑り防止装置）が標準装備となる。また2012年7月施行のシート並びにシートベルトに関する保安基準に適合する。なお、HD9（ハイデッカー9）の形式名の変更は行われない。
ラインナップ
- SHD（スーパーハイデッカー）・HD（ハイデッカー）:QPG-RU1ESBJ（ET-VI<450PS>）、QRG-RU1ASCJ（AT-VIII<360PS>）
- HD9（ハイデッカー9、9m車）:LDG-RU8JHBJ（GVW12トン超車）SDG-RU8JHBJ（GVW12トン以下車）

ガーラSHD（スーパーハイデッカー）

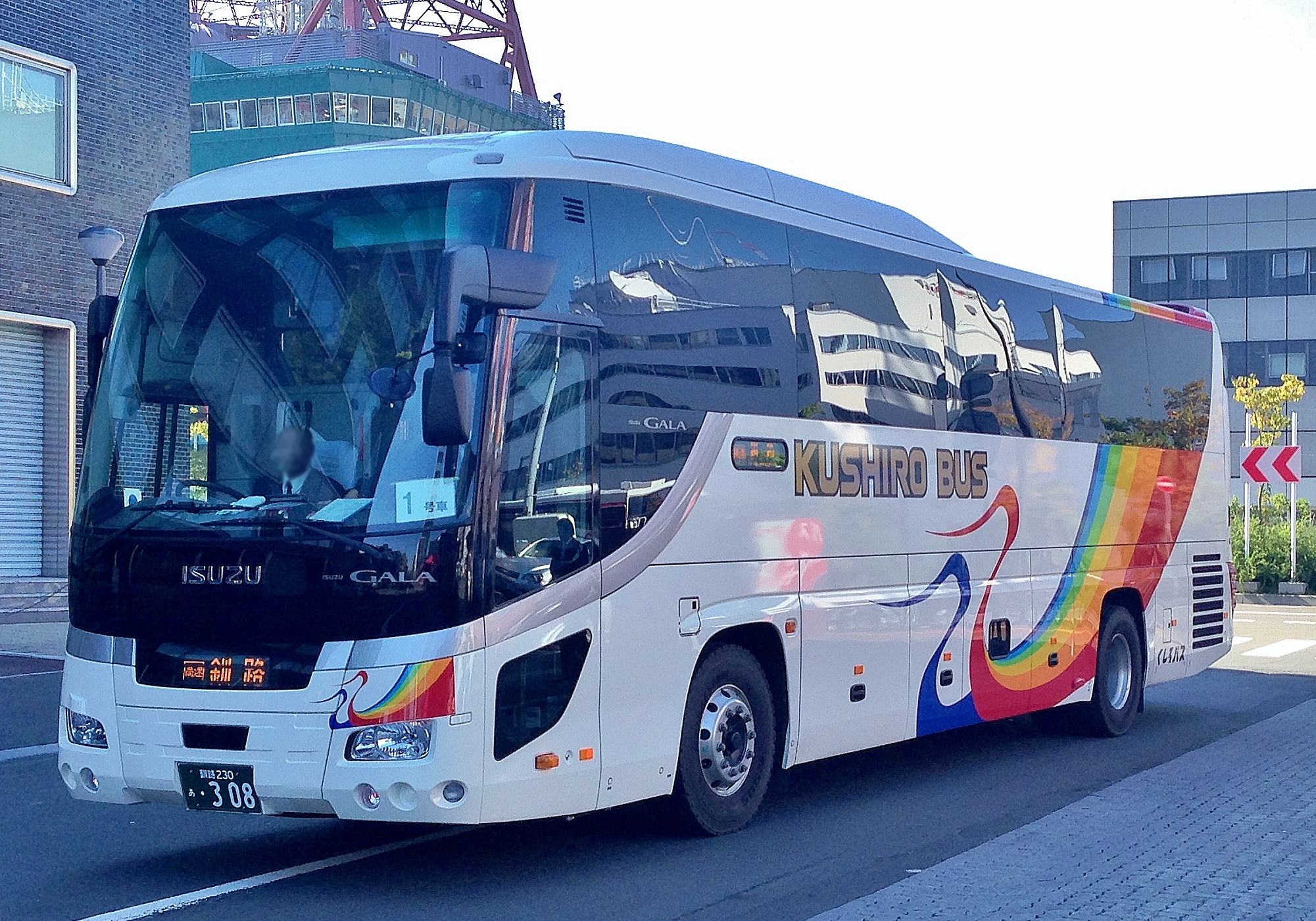
夜間高速路線 QPG-RU1ESBJ くしろバス
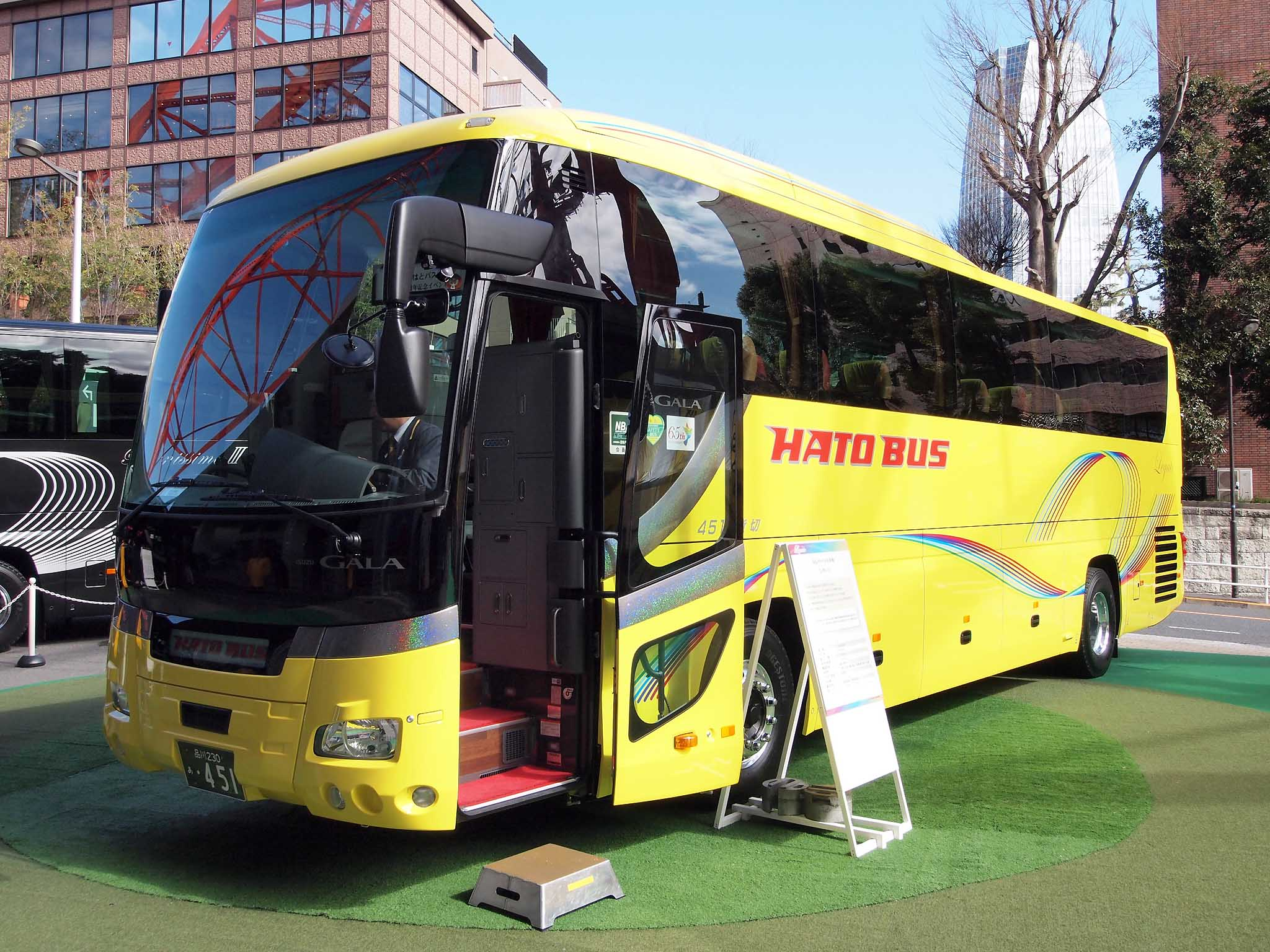
QPG-RU1ESBJ はとバス

ガーラHD（ハイデッカー）
- 高速路線 折戸
QPG-RU1ESBJ
北海道中央バス
- 高速路線 折戸（Jピラー付）
QRG-RU1ASCJ
茨城交通
- 夜間高速路線 
QRG-RU1ASCJ
北紋バス

### QRG-RU1E系/QRG-RU1A系/LDG-RU8J系/SDG-RU8J系
2014年4月1日にマイナーチェンジを実施。日野自動車製ET-VIエンジン搭載車も日野自動車製A09Cエンジン搭載車同様に、重量車モード燃費値が重量車燃費基準値より10%以上向上し「平成27年度燃費基準値＋10%達成車」となったと同時に、日野自動車製ET-VIエンジン搭載車の型式もQRG-RU1E系となった。日野自動車製ET-VIエンジン搭載車と日野自動車製A09Cエンジン搭載車は燃料添加弁を追加したことで、DPRクリーナーが改良された。安全装備に関する改良が行われ、衝突被害軽減ブレーキが先行車に対する追突回避支援機能を追加した上で改良されたと同時に2014年11月から適用される「衝突被害軽減ブレーキの新基準」に適合した他、2015年8月から適用される「車線逸脱警報装置の新基準」に伴う車線逸脱警報とドライバーモニターが標準装備となった。また、この代より廉価版であるHD-VPが復活した。なお、日野自動車製A09Cエンジン搭載車並びにHD9（ハイデッカー9）の型式名の変更は行われない。

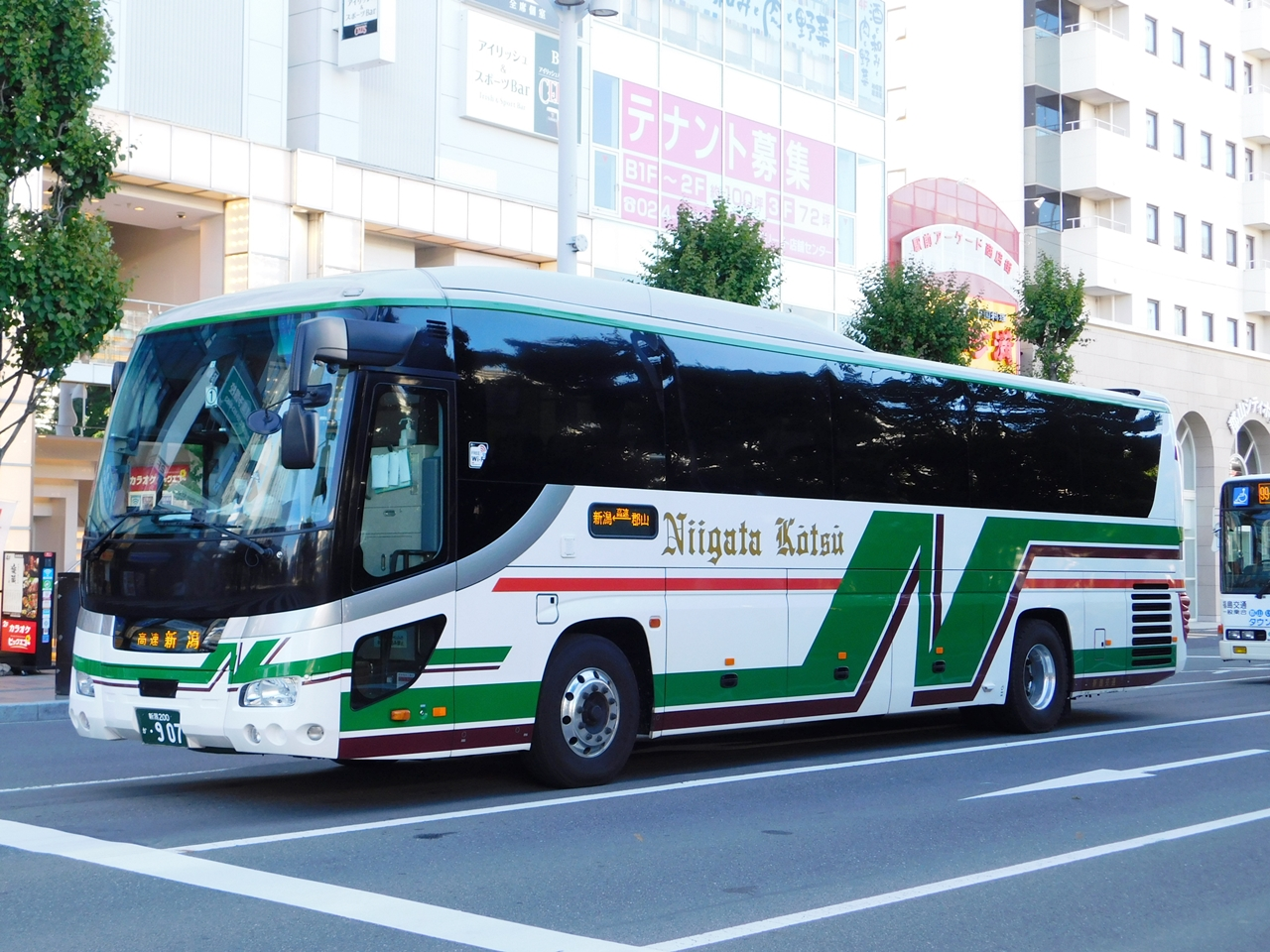
高速路線 QRG-RU1ESBJ 新潟交通
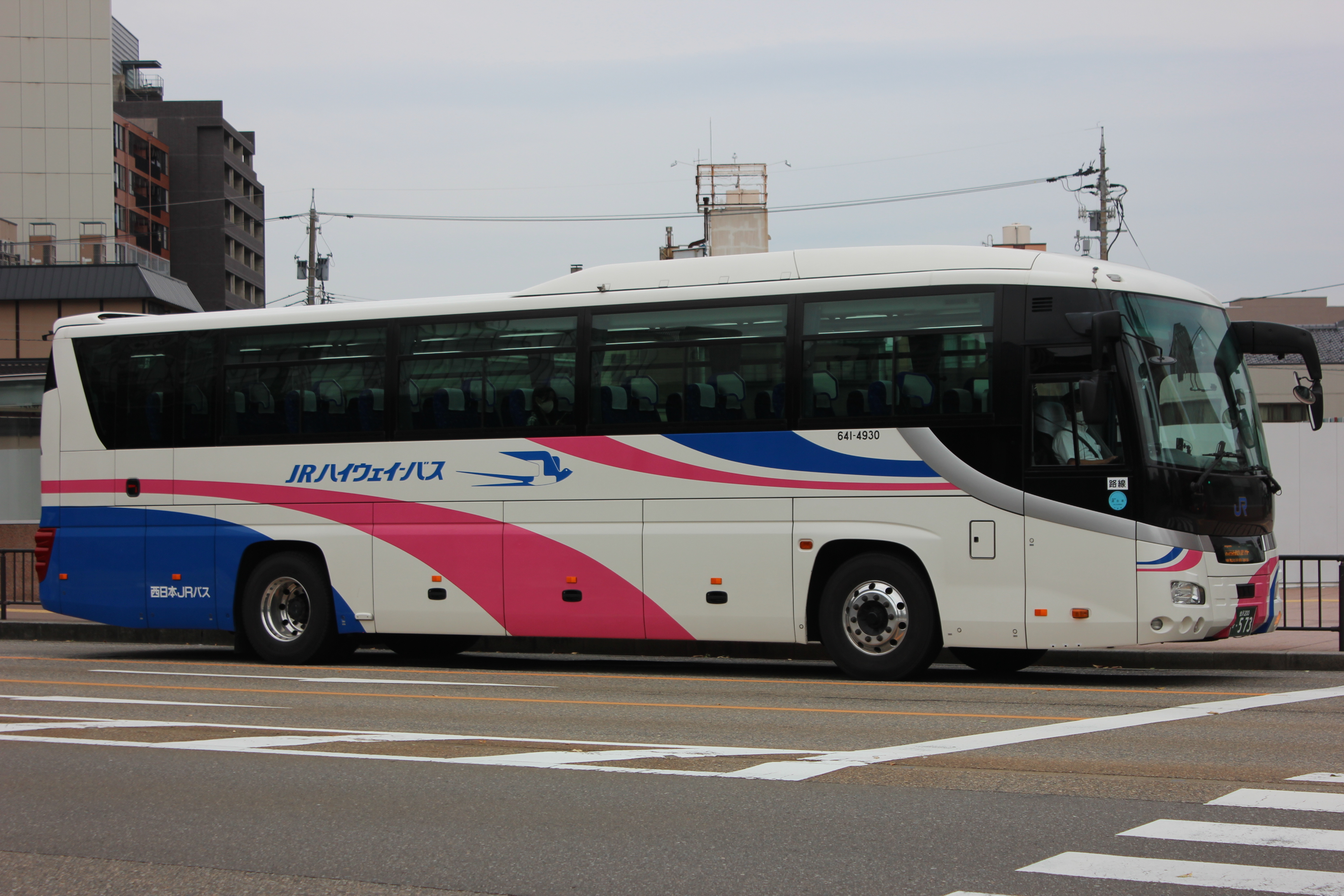
高速路線 QRG-RU1ASCJ 西日本ジェイアールバス

### QTG-RU1A系
2015年2月20日付け制定、2015年4月登録分より適用開始。平成21年排出ガス規制NOx・PM10%以上低減適合かつ平成27年度燃費基準+15％以上達成車。

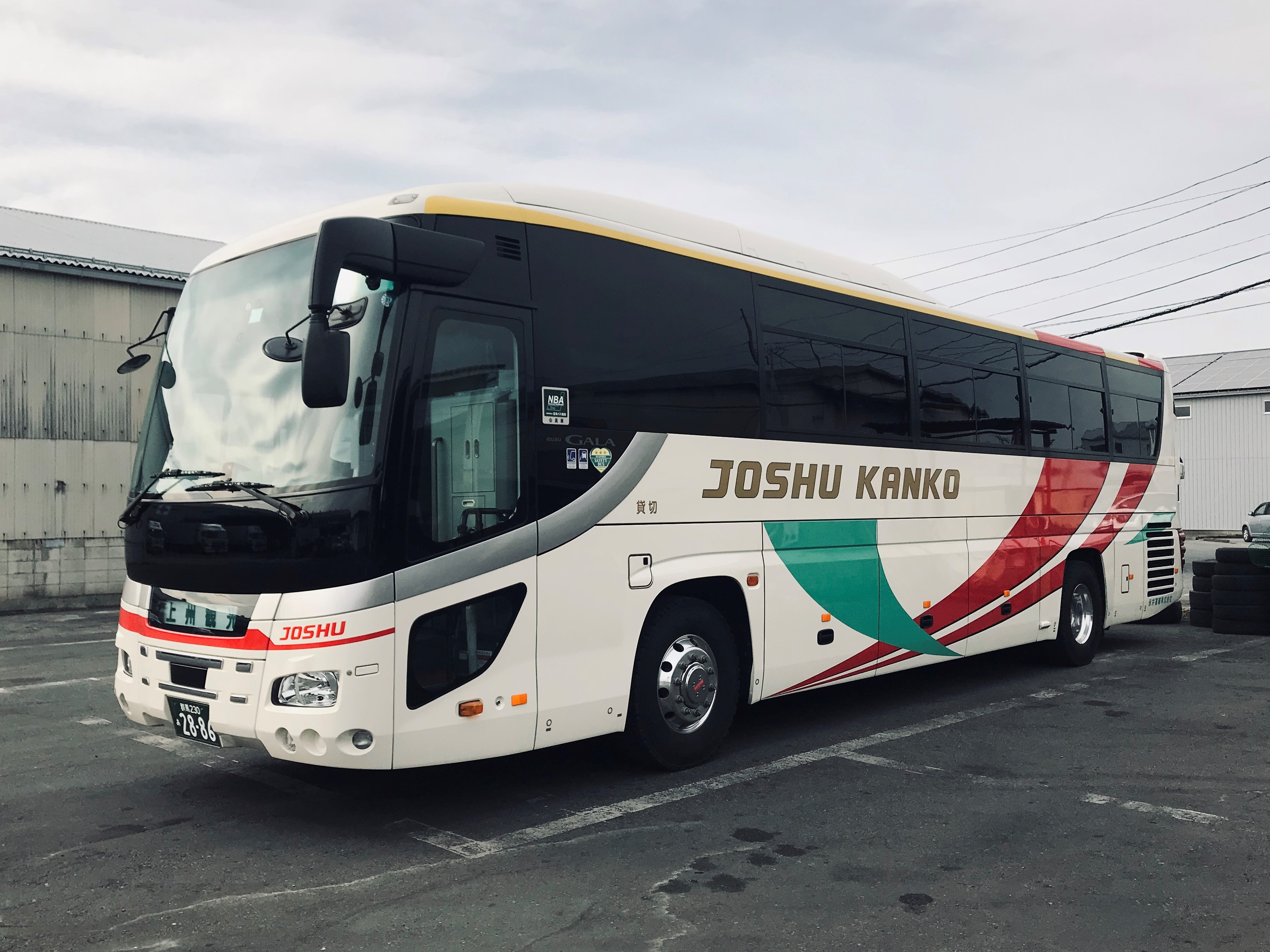
QTG-RU1ASCJ 永井運輸（上州観光バス）
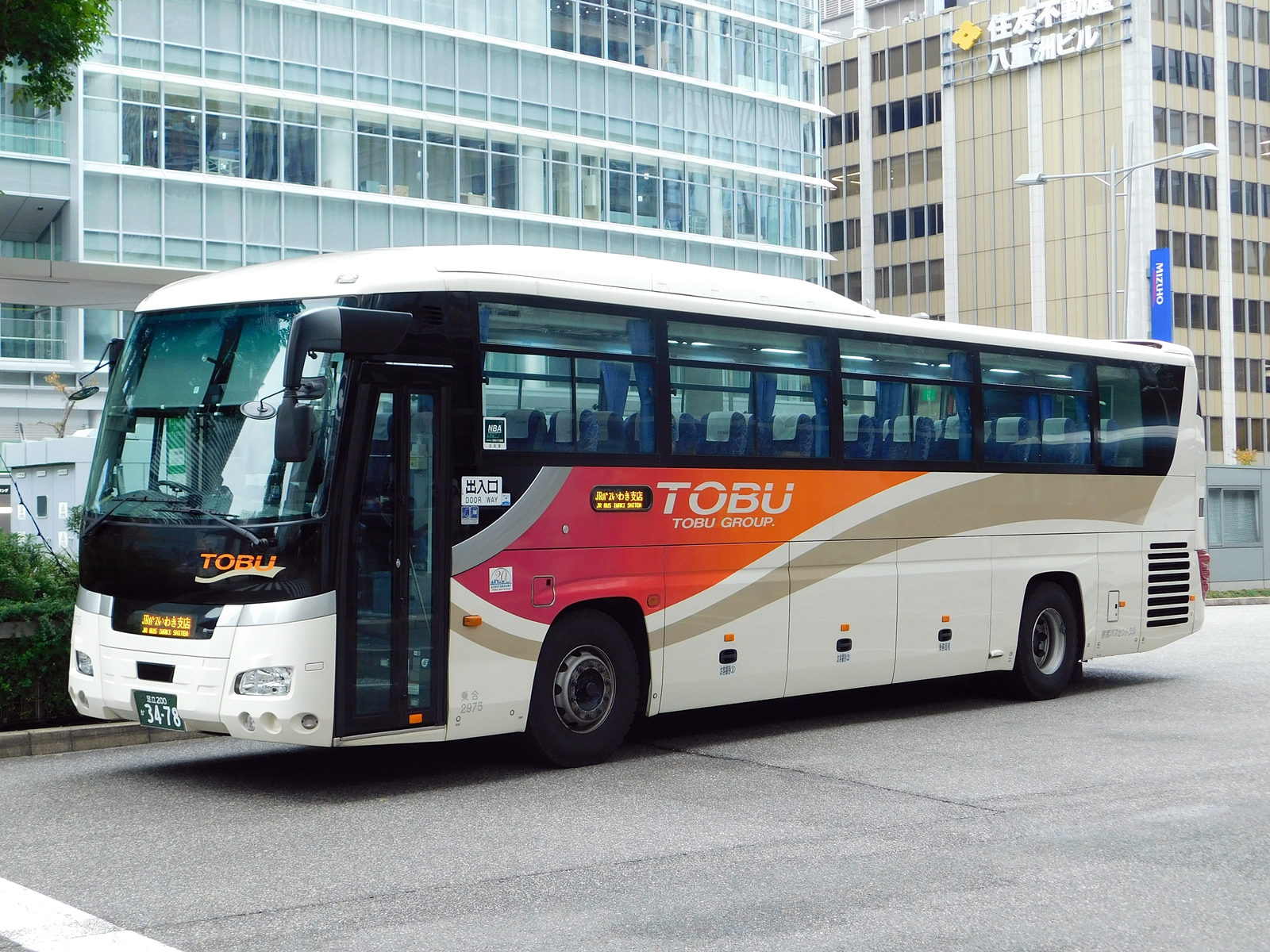
高速路線 折戸 QTG-RU1ASCJ 東武バスセントラル

### 2RG-RU1E系/2TG-RU1A系/2KG/2DG-RU2A系
2017年6月22日に、平成28年排出ガス規制に適合したマイナーチェンジを発表し、7月3日より発売された。衝突被害軽減ブレーキの改良が行われ、停止車両や歩行者に対しても衝突回避を支援する機能が追加された。日野自動車製ET-VIエンジン搭載車は平成27年度重量車燃費基準+10％を、日野自動車製A09Cエンジン搭載車は平成27年度重量車燃費基準+15％をそれぞれ達成した。トランスミッションはFFシフトのままで変更はない。HD9（ハイデッカー9）は搭載エンジンが日野自動車製J08C型から日野自動車製直4A05C-TC <A5-Ⅲ>型 (5,123cc、260PS/90 kg・m、2段過給ターボ)に変更され、トランスミッションはセレクターがダイヤル式の7速AMTシフトを採用し、GVW12t以下車は平成27年度重量車燃費基準を達成した。なお、Pro Shiftは商標権の関係から付かない。メーターは7インチの液晶を配した新型に変更された。ステアリングホイールも4本スポークに変更され、ステアリングスイッチを装備する。室内灯や車幅灯もLEDに変更された。セレガに装備されるICTサービス機能は装備されない。
その後2018年7月6日にマイナーチェンジ。運転手異常時車両緊急停止装置としてドライバー異常時対応システム (EDSS) を装備し、押ボタン形を採用した。また、大半の12m車両は従来のMTに加えてAMTが設定された（HD-VPは引き続きMTのみ）。AMT車の段数はMTに準じており、A09Cエンジンの場合7速でE13Cエンジンの場合6速となる。
2019年6月に再びマイナーチェンジが行われた。EDSSは押しボタン形・異常自動検知形の併用とした。また、車載式故障診断装置（J-OBDⅡ規格対応）を強化している。
日野自動車におけるエンジン不正問題の影響により、日野・セレガと同様、SHDとHDは2022年3月4日より出荷が停止された他（同年3月29日に型式指定の取消処分が決定）、HD9も国土交通省の指導により、同年8月2日より出荷を停止している。2022年9月現在、出荷の再開が早くとも2023年夏以降になると予想されているが、いすゞ自動車は、再開時期は未定としていた。その後、2023年7月時点では取扱休止がSHDのみとなっている。
2023年5月30日には、マイナーチェンジモデルの発売開始から出荷停止までの期間（2017年7月から2022年3月まで）に生産されたモデルに関して再測定を行った結果、認証審査時に測定された燃費値と相違があることが確認されたことに伴って自動車検査証の差し替えが必要となったことから、同年6月から順次サービスキャンペーンによる自動車検査証差し替えの案内をユーザーへ送付することと、次回の車検時に自動車重量税が変更となる車型については、変更に伴う差額の補償を行うことも発表された。

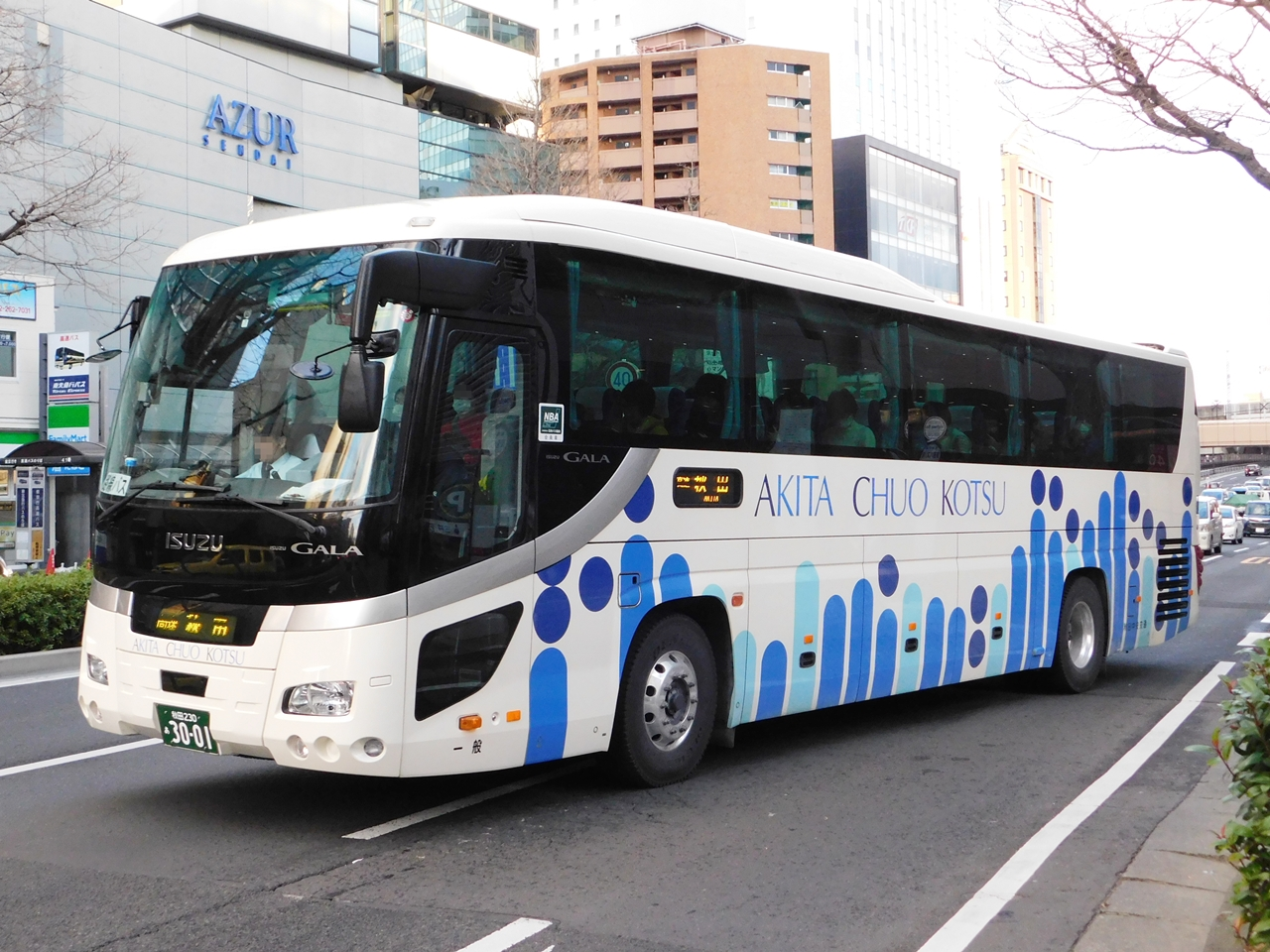
高速路線 2TG-RU1ASDJ 秋田中央交通
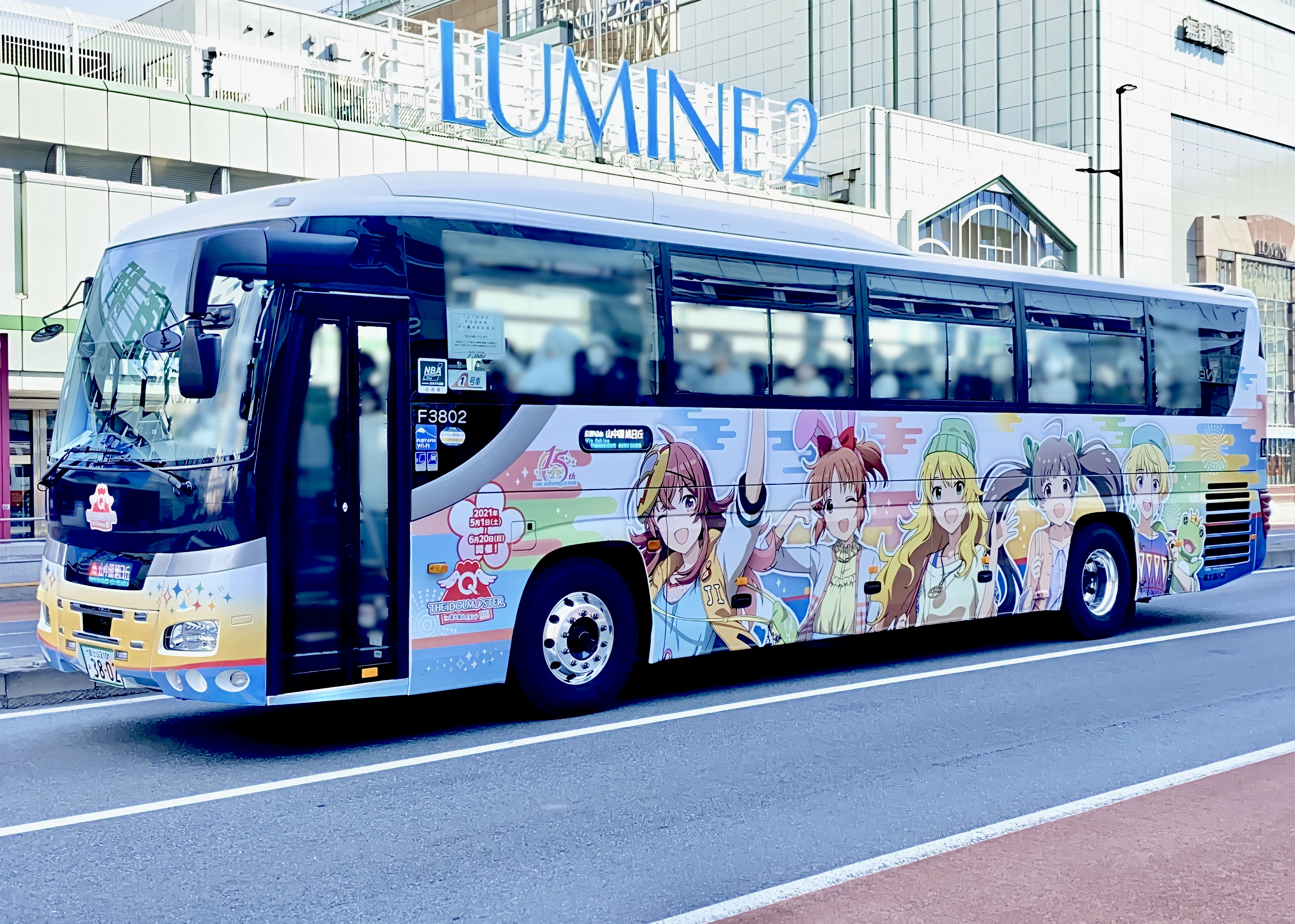
高速路線 2TG-RU1ASDJ 富士急バス（アイドルマスター仕様）

### 2PG-RU1A系/2DG-RU2A系（現行車種）
出荷再開後、2024年3月にマイナーチェンジが行われた。レーンキープアシストの新規設定、ドライバー異常時対応システムの車線内停止機能を追加のほか、衝突被害軽減ブレーキの作動条件を拡大し、先進安全装置の充実化を図った。また、オートライトの機能追加やバックカメラ・モニターの装置変更を行い、これら全ての装置を全車標準装備された。E13Cエンジン出荷再開が認められていない為、スーパーハイデッカーは一旦廃止となった。

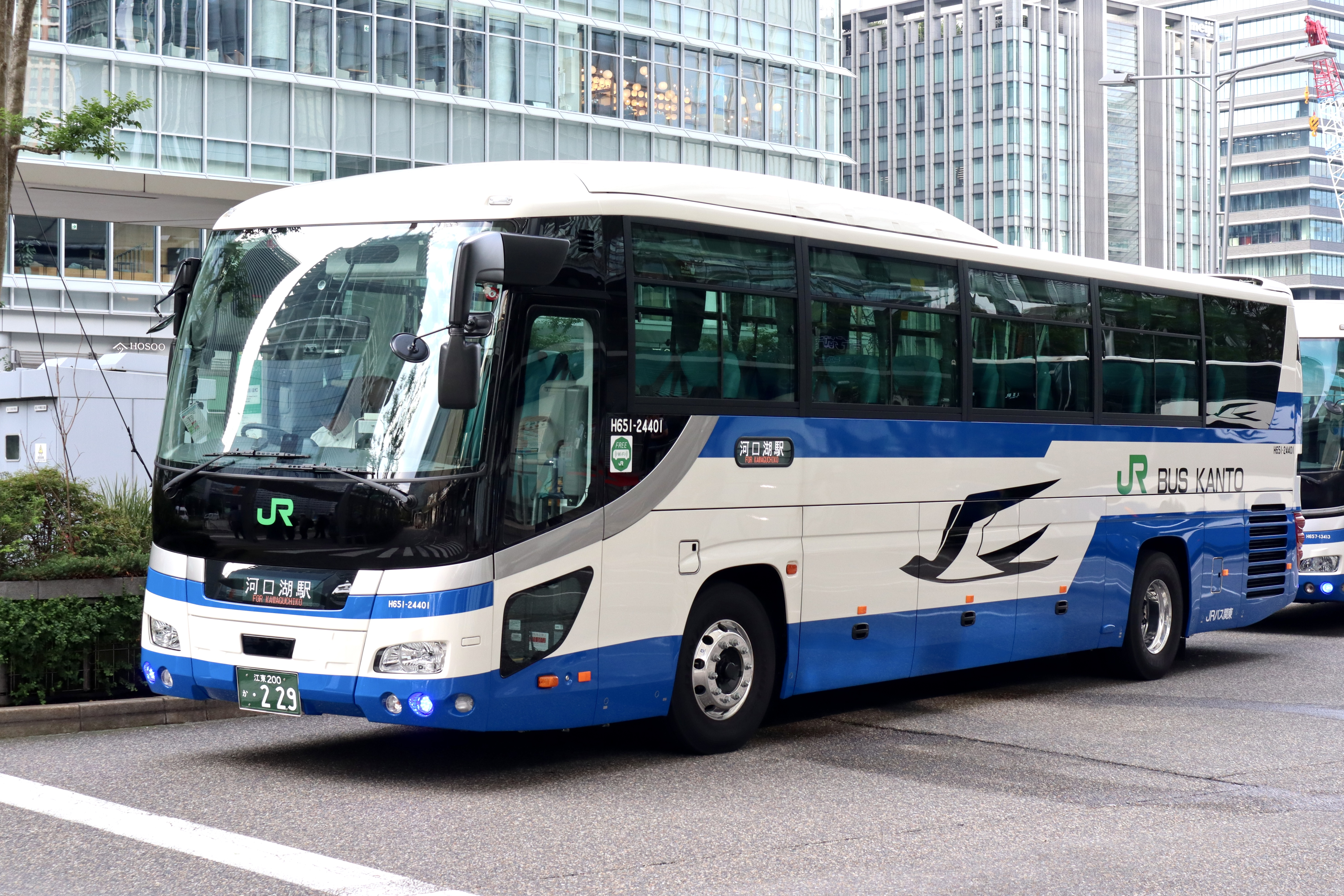
高速路線 2PG-RU1ASDJジェイアールバス関東